# 윌리엄 1세
윌리엄 1세(William I, 고대 노르드어: Williame I, 고대 영어: William I, 1028년경 ~ 1087년 9월 9일)는 정복왕(영어: the Conqueror), 사생아왕(영어: the Bastard ) 등으로 알려진 최초의 노르만계 잉글랜드의 군주이며, 1066년부터 사망한 1087년까지 즉위하였다. 롤로의 후손이기도 한, 그는 1035년 이래로 노르망디 공작으로 재위했었다. 공작 자리를 두고 오랜 기간 사투를 벌인 이후인 1060년경에, 그는 노르망디 영지를 자신의 것으로 확고히 하였다. 1066년, 참회왕 에드워드가 사망하자, 윌리엄은 잉글랜드를 공격하여, 헤이스팅스 전투에서 노르만 군대를 이끌고 해럴드 고드윈슨의 앵글로색슨 병력에 대하여 승리로 이끌었으며, 이후에 잉글랜드 내 반란들을 진압하였으며 이 일련의 사건들은 노르만 정복으로 알려지게 되었다. 그의 나머지 생애는 잉글랜드와 유럽 대륙 내 영토를 통합시키는 노력 및 장자인 로베르 커토즈와 관련 사건들을 해결하는 데 보냈다.
윌리엄은 노르망디 공작 로베르 1세와 그의 정부 에를레바의 혼외자로 태어났다. 그의 사생아 신분과 유년 시절은 그가 즉위 후 초기에 일어났던 혼란에서 그랬던 것처럼 아버지의 자리를 계승하는 데 다소 어려움을 겪게 하였다. 유년 및 청소년 시기에, 노르만 귀족 계층 출신들은 어린 공작에 대한 통제권 및 자신들의 이익을 두고 서로 다투었다. 1047년에, 윌리엄은 반란을 진압해냈고 공작령에 대한 권위를 행사하기 시작했으나, 약 1060년에 들어서야 가능하였다. 1050년대 플랑드르의 마틸드와의 혼인은 그에게 인접한 플랑드르 백국이라는 강력한 동맹을 제공해주었다. 혼인을 하던 때, 윌리엄은 노르만 교회의 주교 및 수도원장들을 자신의 지지자들로 내정할 수 있었다. 그의 이 권력의 결합은 그의 눈을 트이게 해주었고, 그는 1062년경에 인접한 멘의 지배권을 차지하였다.
1050년대와 1060년대 초에 윌리엄은 5촌 사이의 자녀가 없던 참회왕 에드워드가 지녔던 잉글랜드 왕위에 대한 왕위 주장자가 되었다. 그 밖의 잠재적 주장자들이 있었는데 이 중에는 에드워드가 1066년 1월 임종 자리에서 왕으로 지목했던, 강력한 잉글랜드의 백작 해럴드 고드윈슨이 있었다. 에드워드가 과거에 자신에게 왕위를 약속했었고 해롤드가 자신의 왕위 주장권을 지지해주기로 약속했었다고 주장하며, 윌리엄은 거대한 함대를 조직하여 1066년 9월에 잉글랜드를 침입했다. 그는 1066년 10월 14일 헤이스팅스 전투에서 해롤드를 격퇴시키고 전사시켜냈다. 추가적인 군사 활동을 벌인 뒤, 윌리엄은 1066년 성탄절 런던에서 즉위를 하였다. 그는 노르망디로 복귀하기 앞서 1067년 초에 잉글랜드에 대한 통치를 위한 채비를 했었다. 몇 차례 반란이 일어났으나, 1075년경 잉글랜드에 대한 윌리엄의 영토는 대부분 유지되며, 유럽 대륙에서 그의 재위 많은 부분을 보낼 수 있게 해주었다.
윌리엄의 말년에 유럽 대륙 영지 내 문제, 아들 로베르와의 불화가 있었고 데인족들의 잉글랜드 침입 위협을 받았다. 1086년에, 그는 그의 정복 이전과 현재 소유자들을 포함하여 잉글랜드 내 모든 토지 소유 현황을 기재한 조사 자료인 둠스데이 북 편찬을 명했다. 그는 북부 프랑스에서 전쟁을 하던 중인 1087년 9월에 사망했고, 캉에 묻혔다. 그의 재위 기간 잉글랜드에서는 여러 성들의 축조, 잉글랜드 땅의 노르만 귀족들의 정착, 잉글랜드 성직자 구성의 변화 등의 일이 있었다. 그는 영지들을 하나의 제국으로 통합시키려는 노력을 벌이지 않았고 각자를 분리해서 관리하는 걸 계속하였다. 그의 영토는 사후에 분열되어 노르망디는 로베르 2세에게, 잉글랜드는 붉은 머리 윌리엄에게 주어졌다.

## 배경
노르드인들은 8세기 말 때 노르망디라고 알려진 곳에 대해 약탈을 하기 시작하였다. 영구적 성격의 스칸디나비아인들의 취락은 바이킹 지도자들 중 한 명인 롤로와 프랑스의 왕 샤를이 루앙 백국을 롤로에게 양도하기로 한 협정이 체결된 911년 이전에 형성되었다. 루앙 주변 지역은 후대 노르망디 공국의 핵심 지역이 되었다. 노르망디는 스칸디나비아인들의 잉글랜드 침공이 10세기 말에 재개되었을 당시에 거점으로 사용되었을 수 있는데, 이러한 상황은 잉글랜드와 노르망디 간의 관계를 악화시켰을 것이다. 이 문제를 개선시키기 위한 활동으로서, 준비 안 된 왕 애설레드는 1002년에 노르망디 공작 리샤르 2세의 자매인 엠마를 둘째 부인으로 맞이하였다.
덴마크인들의 잉글랜드 침략은 계속되었으며, 애설레드는 리샤르한테 도움을 청하였고 덴마크의 왕 스베인이 애설레드와 그의 가식들을 잉글랜드에서 몰아냈을 당시에는 노르망디에서 망명 생활을 하기도 했었다. 1014년에 스베인이 죽으면서 애설레드는 고향 땅으로 돌아갈 수 있었으나, 스베인의 아들 크누트는 애설레드의 귀환을 경계하였다. 애설레드가 1016년에 갑작스럽게 사망하였고, 크누트가 잉글랜드의 왕이 되었다. 애설레드와 엠마의 두 아들 에드워드와 앨프리드는 노르망디으로 망명을 하였고, 이들의 어머니 엠마는 크누트의 둘째 부인이 되었다.
1035년에 크누트가 죽은 뒤, 잉글랜드의 왕위는 첫째 부인을 통해 장자인 산토끼발 해럴드에게 주어졌고, 엠마를 통해 태어난 자녀인 하르다크누트는 덴마크의 왕이 되었다. 잉글랜드는 불안정한 상태로 있었다. 앨프리드는 어머니를 방문하고 아마 해럴드에게 왕위를 도전하기 위해 1036년에 잉글랜드로 돌아왔다. 어떤 한 이야기는 웨식스의 고드윈 백작이 앨프리드의 죽음에 연관되어 있음을 시사하는 한편, 다른 사료들에서는 해럴드에게 그 책임을 지우고 있다. 엠마는 1040년에 해럴드가 죽은 뒤 하르다크누트가 왕위에 오를 때까지 플랑드르에서 망명 생활을 하였고, 하르다크누트의 이부 형제 에드워드는 잉글랜드로 향하는 하르다크누트의 뒤를 따랐다. 에드워드는 1042년 6월에 하르다크누트가 죽은 뒤 왕으로 추대되었다.

## 어린 시절

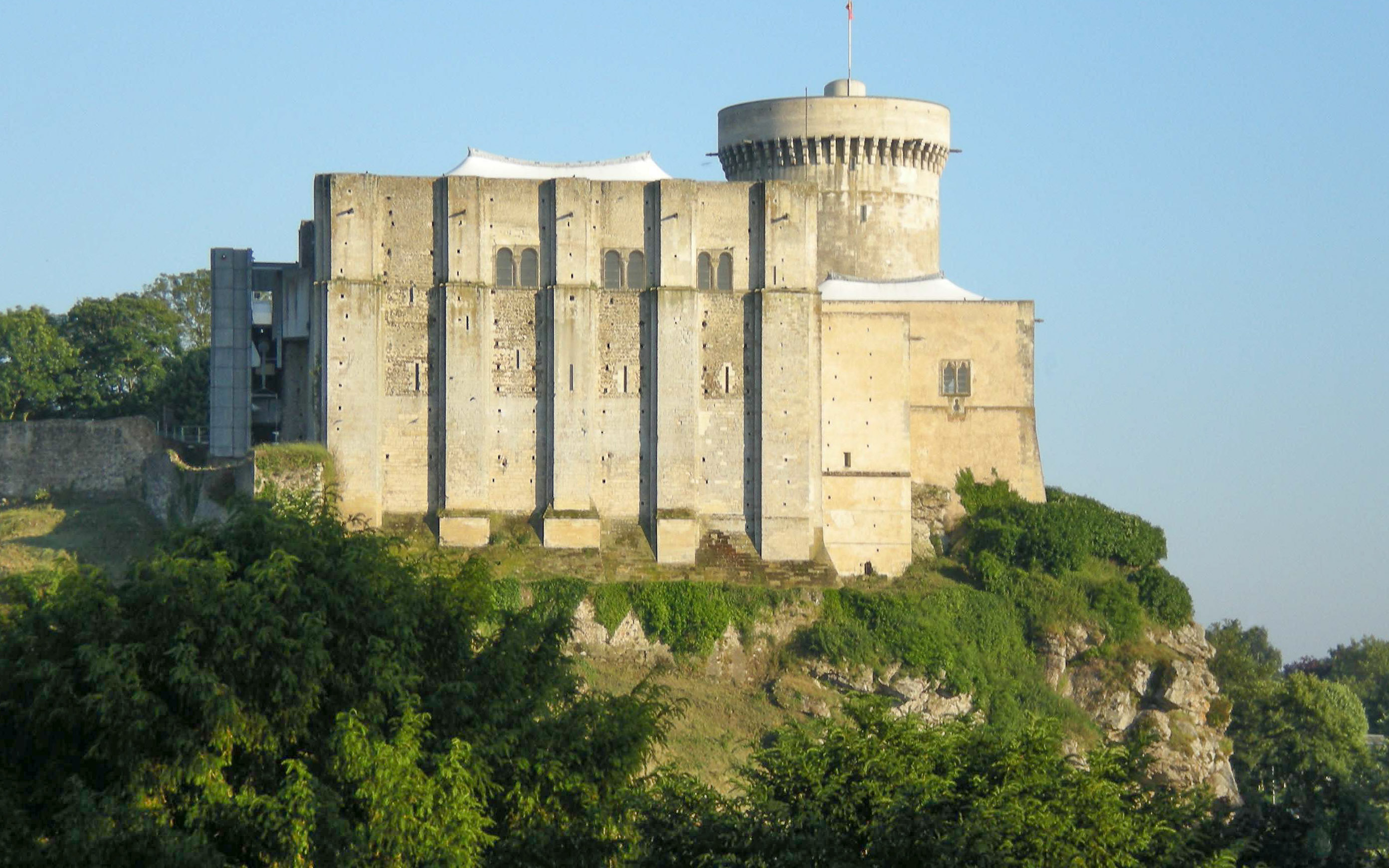
바스노르망디 팔레즈의 팔레즈성. 윌리엄은 이 성의 초기 건물에서 태어났다.

윌리엄은 1027년 또는 1028년 노르망디 공국의 팔레즈에서 태어났으며, 1028년 말이 가장 유력하다. 그는 리샤르 2세의 아들인 로베르 1세의 유일한 아들이었다. 그의 어머니 에를레바는 팔레즈의 퓔베르의 딸이었는데 퓔베르는 무두장이 아니었으면 시체 방부사이었을 것이다. 에를레바는 노르망디 공작 식솔 중 한 명이었을 것이지만, 로베르와 혼인하지는 않았다. 그녀는 나중에 에루앙 드 콩트빌과 혼인하여 바이외의 오도, 모르탱의 로베르 등 아들 둘과 이름이 알려지지 않은 딸을 낳았다. 에를레바의 형제 중 한 명인 고티에는 윌리엄이 어린 시절 그의 지지자이자 보호자가 되어 주었다. 로베르 1세는 또한 또 다른 정부한테서 아델라이드라는 딸이 있기도 했다.
로베르 1세는 1027년 8월 6일에 형인 리샤르 3세한테서 노르망디 공작 작위를 계승하였다. 이 형제들은 상속을 두고 분쟁 중에 있었고, 리샤르의 죽음 갑작스러운 일이었다. 로베르는 일부 작가들한테서 리샤르를 살해했다는 혐의을 제기받았으나, 그렇지만 그 가능성은 현재 확인할 수 없다. 노르망디의 상황은 불안정한 상태였으며, 귀족 가문들이 교회를 약탈하고 있었고 브르타뉴의 알랑 3세는 노르망디 공국에 전쟁을 벌였는데 통치권을 장악할 시도로 추정한다. 1031년경에 로베르는 귀족들한테서 상당한 지지를 모았는데, 이 중에 많은 이들은 윌리엄 생전에 주요 인사들이 되었다. 이들에는 윌리엄의 숙부이자 본래 그를 견재했던 루앙 대주교 로베르, 리샤르 1세의 아내인 군노르의 조카 청지기 오스번, 리샤르 1세의 손자 브리온의 길베르 등이 있었다. 로베르는 공작직 상속 이후, 잉글랜드 측의 왕자들인 에드워드와 앨프리드가 여전히 프랑스 북부에서 망명을 이어가는 와중에도 노르만에 대한 지원을 이어나갔다.
로베르가 크누트 대왕의 딸과 잠시 약혼을 했었다고 하는 암시들이 있으나, 실제로 결혼까지 이어지지는 않았다. 로베르가 적자가 있었을 경우에 윌리엄이 공작 상속에서 대체되었을지는 확실치 않다. 초창기의 공작들도 사생아였으며, 공작 인가서에서 아버지와 윌리엄의 관계는 윌리엄이 로베르의 가장 유력한 후계자로 여겨진 것으로 나타나 보인다. 1034년에 로베르는 예루살렘으로 순례를 떠나기로 결정하였다. 그의 지지자들 중 일부는 그가 순례를 가지 않도록 설득하려 했으나, 그는 예루살렘으로 떠나기 전 1035년 1월에 자문회를 소집하였고 소집된 노르만 유력자들에게 윌리엄을 자신의 후계자로서 충성 서약을 하도록 하였다. 그는 노르망디로 돌아오던 중 7월 초 니케아에서 사망했다.

## 노르망디 공작

### 투쟁
윌리엄은 그의 사생아라는 신분 그리고 유년기의 생활을 포함해 공작이 되기까지 몇 번의 시련을 겪었으며 이에 대해서는 그가 일곱 살 또는 8살일 때 증거가 있다. 그는 종조부인 로베르 대주교를 비롯해서 아버지의 공작령을 상속할 수 있게 해주었던 프랑스의 왕 앙리 1세의 지지가 있었다. 1036년에 잉글랜드로 돌아가려 했던 망명 중인 잉글랜드 왕자들에게 해줬던 지원은 신임 공작의 보호자들이 그의 아버지의 정책을 이어나가려 했음을 보여주지만, 1037년 3월 로베르 대주교의 죽음으로 윌리엄의 주요 지지자 중 한 명을 잃고 말았으며, 노르망디의 상황은 빠르게 혼돈으로 빠지고 말았다.
노르망디의 무질서는 1047년까지 이어지며, 어린 공작의 지배력은 권력을 두고 쟁취하려던 자들 중에 하나에 불과하였다. 맨 먼저, 브르타뉴의 알랑이 윌리엄의 후견권을 가졌으나, 알랑이 1039년 말 또는 1040년 10월에 죽으면서 브리온의 길베르가 그를 돌봤다. 길베르가 몇 달 만에 살해되었고, 또 다른 후견인 튀르슈틸(Turchetil) 역시도 길베르가 죽은 시점에 살해되었다. 그 밖의 다른 후견인 오스번도 공작이 잠들고 있을 때 윌리엄의 알현실에서 1040년대 초에 살해당하고 말았다. 윌리엄의 외숙부 고티에가 가끔식 어린 공작을 농민들의 집에 숨겨야만 했다고도 전해지지만, 이 이야기는 오드릭 비탈리스가 추가한 내용일 것이다. 역사가 Eleanor Searle는 윌리엄이 그의 생애에서 중요한 이들이 된 친척 기욤 피츠오스번, 로제 드 보몽, 로제 드 몽고메리 등 세 명과 같이 자랐다고 추측한다. 노르만 귀족들 다수는 윌리엄의 미성년자 시기에 자기네들끼리의 전쟁 및 불화에 있었지만, 이들은 윌리엄 공작의 통치를 인정하고 있었고, 교회 계급은 윌리엄을 지지하는 쪽이었다.

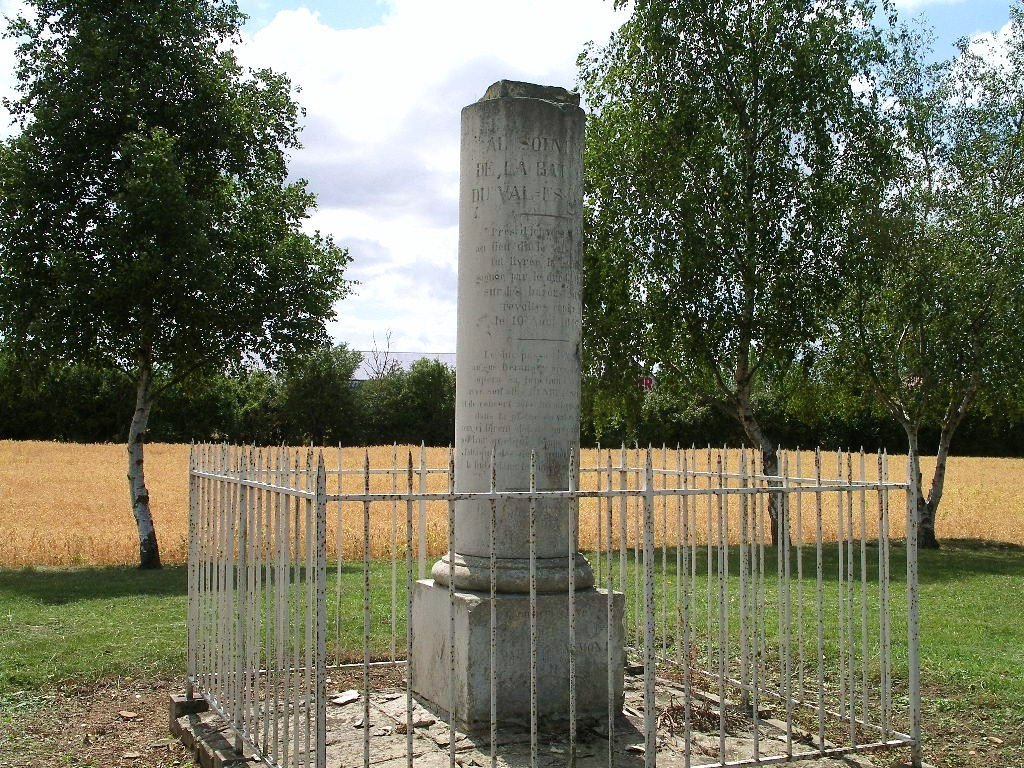
발레뒨 전투가 벌어진 곳에 세워진 원주

앙리는 어린 공작에 대한 지원을 계속했으나, 1046년 말에 윌리엄의 반대자들이 코텡텡 남작 니겔, 베젱 남작 랑뉠프의 지원을 받은 부르고뉴의 기가 이끄는 바스노르망디에 거점을 둔 반란군과 손을 잡았다. 전설 요소가 들어간 듯한 이야기들에 의하면, 발로녜에서 윌리엄을 생포하려는 시도가 있었으나, 그는 어둠을 틈타 달아나, 앙리의 보호를 받으려 하였다. 1047년 초 앙리와 윌리엄은 노르망디로 돌아와 캉 인근 발레뒨 전투에서 승리를 거뒀지만, 실제 전투에 관한 상세 내용은 거의 기록된 것은 없다. 푸아티에의 기욤은 이 전투가 윌리엄의 활약 덕에 승리를 거뒀다고 했지만, 초기의 문헌 자료들에서는 앙리의 병력과 지도력 역시도 중요한 역할을 했다고 주장한다. 윌리엄은 노르망디에서 권력을 장악했고, 전투가 벌어지고 얼마 안되어 전투가 허용되는 날짜를 제한함으로써 전쟁과 폭력을 제한하려는 노력으로써 공작령 전역에 신의 휴전을 널리 퍼트렸다. 발레뒨 전투가 윌리엄의 공작령 통치에 있어서 전환점은 분명하나, 귀족들에 대하여 우세를 차지하는 것을 두고 분쟁이 끝난 것은 아니었다. 1047년부터 1054년까지 기간에 전쟁이 대부분 계속되었고, 1060년까지 조그만 위기들이 이어졌다.

### 권력 강화
윌리엄의 다음 활동은 부르고뉴의 기와 맞서는 것이었으며, 기는 브리온에 있는 자신의 성으로 후퇴했는데 이곳을 윌리엄이 포위하였다. 오랜 노력 끝에, 윌리엄은 1050년에 기를 몰아내는 데 성공했다. 앙주 백작 조프루아 마르텔의 커져가던 세력에 대항하기 위하여, 윌리엄은 앙리 1세의 조프루아와의 전쟁에 참전했으며, 이는 앙리와 윌리엄 간의 마지막으로 알려진 협력이었다. 이들은 앙주의 요새를 함락시키는 데는 성공하지만 실질적으로 이뤄낸 것은 거의 없었다. 조프루아는 멘으로 세력을 뻗치려고 했고, 특히나 1051년에 멘의 위그 4세가 죽은 이후에 두드러졌다. 멘의 주요 지배권을 가지고 있던 자들은 멘과 노르망디의 경계에 있는 벨렘과, 알랑송과 동프롱의 요새들을 보유하고 있던 벨렘 가문이었다. 벨렘가의 대영주는 프랑스의 왕이었으나, 동프롱은 조프루아 마르텔의 세력권에 있었고 윌리엄은 알랑송의 대영주이었다. 세 명의 대영주들의 상당한 전략적 지점들에 봉지를 두고 있던 벨렘가는 이들 각자의 세력으로 활동할 수 있었고 이들로부터 사실상의 독립권을 확보할 수도 있었다.

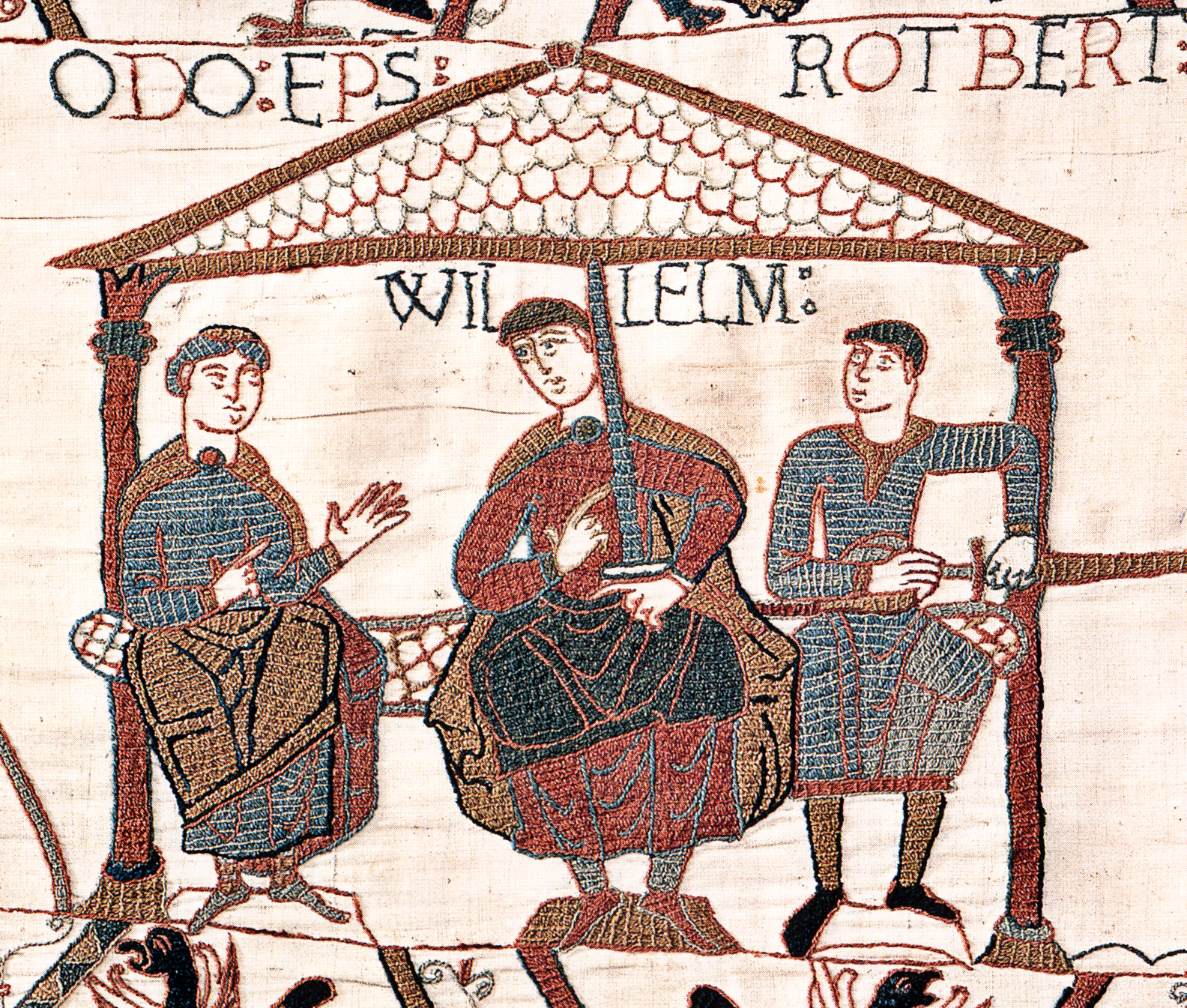
윌리엄과 이복 형제들을 나타내고 있는 바이외 태피스트리. 윌리엄이 가운데에 있고, 오도는 왼쪽에, 로버트는 칼을 차고 있는 오른쪽에 있는 인물이다.

멘의 위그 사망으로, 조프루아 마르텔은 윌리엄과 앙리와 경쟁하던 중에 멘을 차지하였으나 마침내 두 명은 멘에서 조프루아를 몰아내는 데 성공하였고, 그 과정에서, 윌리엄은 알랑송과 동프롱에 있던 벨렘가의 요새들을 확보할 수 있었다. 따라서 그는 벨렘가에 대한 대영주권을 주장하고 벨렘가가 노르망디의 이익에 따라 계속해서 활동하게 움직이도록 할 수 있었다. 하지만, 1052년에 앙리와 조프루아 마르텔이 동시에 윌리엄에 맞서는 공동의 이유를 갖게 되었는데 일부 노르만의 귀족들이 윌리엄의 커져가는 세력을 견제하기 시작했기 때문이었다. 앙리의 태도 돌변은 노르망디 지역에 대한 우위를 유지하려는 바람에서 비롯한 것일 거이며 , 이 지역에 대한 우위가 윌리엄이 자신의 공국에 대한 지배권을 점차 장악해가면서 이제는 위협을 받았다. 윌리엄은 1053년 내내 자기 지역 내 귀족들에 대한 군사 활동에 돌입하였으며, 뿐만 아니라 새로운 루앙 대주교 모제와도 군사적 충돌을 벌였다.
1054년 2월에 앙리와 노르만 반란군은 노르망디에 대한 양면 공격을 벌였다. 앙리는 에브뢰 백작령을 통한 주요 공격을 지휘했고, 반면 측면에서는 앙리의 형제 오도가 노르망디 동부를 공격했다. 윌리엄은 병력을 둘러 나누어 침공에 대비하였다. 그가 이끈 1군은 앙리와 충돌하였다. 우 백작 로베르, 롱그빌 영주 고티에 지파르, 모르트메의 로제, 윌리엄 드 워른 등 윌리엄의 확고한 지지자들이 된 일부가 포함된 2군이 다른 침공군에 맞섰다. 2군은 모르트메 전투에서 적군을 격퇴시켜냈다. 두 번의 침략을 막아내는 것 뿐만 아니라, 이 교전으로 공작의 교회 지지자들이 모제 대주교를 쫓아내도록 하였다. 따라서 모르트메는 윌리엄의 노르망디에 대한 커져가는 지배권에 대해서 또 다른 전환점이었으며, 그럼에도 프랑스 왕 및 앙주 백작과 그의 분쟁이 1060년까지 계속되었다. 앙리와 조프루아는 1057년의 또 다른 공격을 했지만 바라빌 전투에서 패하고 말았다. 이 전쟁은 윌리엄 생전에 노르망디에 대한 마지막 및침략이었다. 1058년에, 윌리엄은 드뢰 백작령을 공격하였고 틸예르쥐라브르와 티메르를 차지하였다. 앙리는 윌리엄을 몰아내려 했으나, 티메르 공방전은 앙리가 사망한 2년간 계속되었다. 1060년의 조프루아 백작과 프랑스 왕의 죽음은 윌리엄에 대한 힘의 균형의 변화를 확고히 하였다.

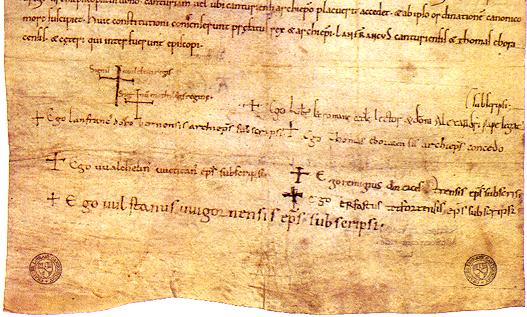
1072년 윈체스터 협정의 첫 번째 줄 십자가 두 개가 윌리엄 1세와 마틸드의 서명이다.

윌리엄에게 유리했던 요인 중 하나는 플랑드르 백작 보두앵 5세의 딸 플랑드르의 마틸드와의 혼인이었다. 이 혼인은 1049년에 주선되었으나, 교황 레오 9세는 1049년 10월 랭스 공의회에서 혼인을 금지하였다. 그럼에도 이 둘 간의 혼인은 1050년대 초 어느 시기에 진행되었으며, 아마 교황한테 승인은 받지 못했을 것이다. 후대의 사료가 대체적으로 신뢰가 떨어진다고 여겨짐에 따라, 교황의 인가는 1059년까지 얻어지지 않았다가, 1050년대 교황-노르만의 관계가 보통 우호적이었고, 노르만의 성직자들은 1050년에 아무 일 없이 로마를 방문할 수 있었기에, 인가는 아마 일찍이 받아냈을 것이다. 혼인에 대한 교황의 승인은 캉 지역에 수도원 2개를 윌리엄이 하나, 마틸드가 하나 세우면서 얻어낸 것으로 보인다. 마틸드와의 혼인은 윌리엄의 지위를 강화하는 데 중요하였으며, 플랑드르는 프랑스 영토에서 가장 강력한 세력 중 하나였고, 프랑스 왕가 및 신성 로마 황제와도 연이 있었다. 동시대 작가들은 아들 넷과 딸 여섯에서 다섯이 생긴 이 혼인을 성공적이었다고 생각했었다.

### 외모와 성격
윌리엄의 실제 초상이 발견된 적은 없었다. 바이외 태피스트리 및 인장 등에 나와있는 그에 대한 동시대 묘사들은 그의 권위를 확고히 하기 위하여 고안된 형식적인 표현 묘사이다. 건장하고 탄탄한 외모에 거친 목소리를 지녔다는 묘사 일부가 존재한다. 그는 노년까지 건강을 누렸으며, 그럼에도 생애 말에는 꽤나 뚱뚱해졌다. 그는 다른 이들이 당길 수 없었던 활들을 당길 만큼 힘이 강했고 체력이 뛰어났었다. 조프루아 마르텔은 그를 투사와 기수로서는 맞수가 없다고 묘사했었다. 윌리엄의 육신이 사라지고 유일하게 남아 있는 부위인 대퇴골에 대한 검사에서 그가 대략 5 피트 10 인치 (1.78 m)의 신장이었음이 밝혀졌다.
1030년대 말과 1040년대 초에 윌리엄의 가정교사 두 명에 대한 기록들이 있지만, 그의 학문에 대한 교육의 정도는 불분명하다. 그는 작가들의 후원자로는 알려져 있지 않으며, 그가 학문이나 다른 지적 활동들에 대해서 후원을 했다는 증거는 거의 없다. 오드릭 비탈리스는 윌리엄이 생애 말년에 고대 영어 읽는 법을 배우려 했으나, 그는 배움을 위한 충분한 시간을 들일 수 없었고 빠르게 포기하였다고 한다. 윌리엄의 주 취미는 사냥이었던 것으로 보인다. 마틸드와 결혼 생활은 상당히 애정 깊었던 것으로 보이며, 중세 군주들한테는 흔치 않게 그가 외도를 했다는 징후도 없기도 한다. 중세 작가들은 윌리엄의 욕심과 잔인성을 비판하나, 그의 신앙심은 동시대인들한테서 보편적으로 극찬받았다.

### 노르만 행정
윌리엄 하의 노르만 정권은 이전의 공작들이 있었을 당시와 유사하였다. 궁내관, 집사, 원수 등을 포함한 관료 집단으로 이뤄진, 공작 일가를 주변으로 형성된 꽤나 단순한 행정 체계였으며, 윌리엄은 정기적으로 공작령을 둘러봤으며, 인가서를 확인하고 조세를 거뒀다. 수입의 대부분은 공작의 영지에서 들어왔으며, 뿐만 아니라 통행세 및 그 외의 세금에서도 들어왔다. 이 수입은 공작 일가의 부서 중 하나인 시종실에서 거둬들였다.
윌리엄은 자신의 공국 내에 있는 교회와 밀접한 관계를 맺었다. 그는 시노드에 참가했었고 노르만 주교단에 몇 차례 임명을 하기도 했으며 이 중에는 마우릴리우스를 루앙 대주교로 임명한 적이 있었다. 그 외의 중요 임명에는 윌리엄의 배다른 형제 오도를 1049년이나 1050년에 바이외 주교로 임명한 것이었다. 그는 또한 성직자들의 조언에 의지했는데, 여기에는 1040년대 말에 윌리엄의 핵심 성직자 계열 조언자 중 한 명이 되었고 1050년대와 1050년대에 그 자리를 유지했던 비노르만계 인물인 란프랑코가 있었다. 윌리엄은 교회에 자애로웠으며 1035년부터 1066년까지, 노르만 귀족 계층은 노르망디 공국 내에 윌리엄이 캉에 세운 수도원 2개를 포함하여 최소 20개의 신설 수도원 건축물을 세웠다.

## 잉글랜드와 유럽 대륙의 이해 관계
1051년, 자녀가 없었던 잉글랜드의 왕 에드워드는 윌리엄을 후계자로 택한 것처럼 보인다. 윌리엄은 에드워드 외숙부인 노르망디의 리샤르 2세의 손자였다.
'앵글로색슨 연대기' "D" 편집판에서 윌리엄이 1051년 말에 잉글랜드를 방문했다고 전하며, 아마 왕위 계승을 확고히 하기 위해서거나, 윌리엄이 노르망디 내 문제에 대하여 도움을 얻기 위함일 것이다. 이 방문은 윌리엄이 당시 앙주와의 전쟁 중에 있어 몰두하고 있다는 것을 고려할 때 불가능하다. 에드워드의 바람이 무엇이었든지, 윌리엄이 제기한 권리가 잉글랜드 내 가장 강력한 가문 출신인 웨식스 백작 고드윈에게 막혔을 것으로 본다. 에드워드는 1043년에 고드윈의 딸 이디스와 결혼했었으며, 고드윈은 에드워드의 왕위 주장에 대해 주요 지지자 중 한 명이었던 것으로 보인다. 하지만 1050년쯤, 왕과 백작 사이의 관계가 틀어졌고, 고드윈과 그의 일가가 잉글랜드에서 추방당한 결과로 이어진 1051년의 사건으로 절정에 이르렀다. 에드워드가 윌리엄에게 왕위를 제안한 것도 이 추방 시기였다. 고드윈은 1052년에 군대를 이끌고 추방에서 돌아왔는데, 잉글랜드의 왕이 백작과 그의 가문에게 영지를 돌려주고 에드워드가 캔터베리 대주교로 임명했던 노르만인 쥐미에주의 로버트를 윈체스터 주교로 대체하기로 하며 왕과 백작 간의 협의가 이뤄졌다. 잉글랜드의 사료에서는 로버트 대주교가 윌리엄에게 왕위 계승에 대한 약조를 전했다고 하는 사절단에 대하여 언급하고 있지 않으며, 노르망디 사료 두 개에서만 이에 대해 언급을 하는데, 쥐미에주의 기욤과 푸아티에의 기욤 등은 이 방문이 이뤄진 때에 대하여 자신들의 연대기에 명확히 하고 있지 않다.
멘 백작 에르베르 2세가 1062년에 사망했으며, 에르베르의 자매 마르가리트와 자신의 첫째 아들 로버트를 약혼시켰던 윌리엄은 아들을 통해 멘의 소유권을 주장하였다. 멘의 귀족들은 이 주장에 반대했으나, 윌리엄은 침략을 하여 1064년경에 멘의 지배권을 확보하였다. 윌리엄은 노르망디인을 1065년에 르망 즈주교로 임명하였다. 그는 또한 아들 로버트 커토즈가 신임 앙주 백작 턱수염의 조프루아에게 충성 서약을 하는 것을 허락해주었다. 이에 따라 윌리엄의 서부 국경이 안정화되었으나, 브르타뉴와 맞닿은 국경은 불안정한 상태로 있었다. 1064년에 윌리엄은 어떤 전쟁 중에 브르타뉴를 공격했으나 그에 대한 내용은 불명확하다. 그럼에도 이에 대한 결과가 브르타뉴를 혼란에 빠트렸고, 코낭 3세가 확장보다는 내부 문제에 집중토록 만들었다. 1066년 코낭의 죽음으로 인하여 윌리엄의 노르망디 국경을 더욱 안정시켰다. 윌리엄은 또한 브르튜나 공격 당시에 이득을 보기도 하였는데 이때를 계기로 일부 브르타뉴 귀족들의 지지를 얻었고 이들은 1066년 잉글랜드 공격 당시에 지원을 가기도 했다.

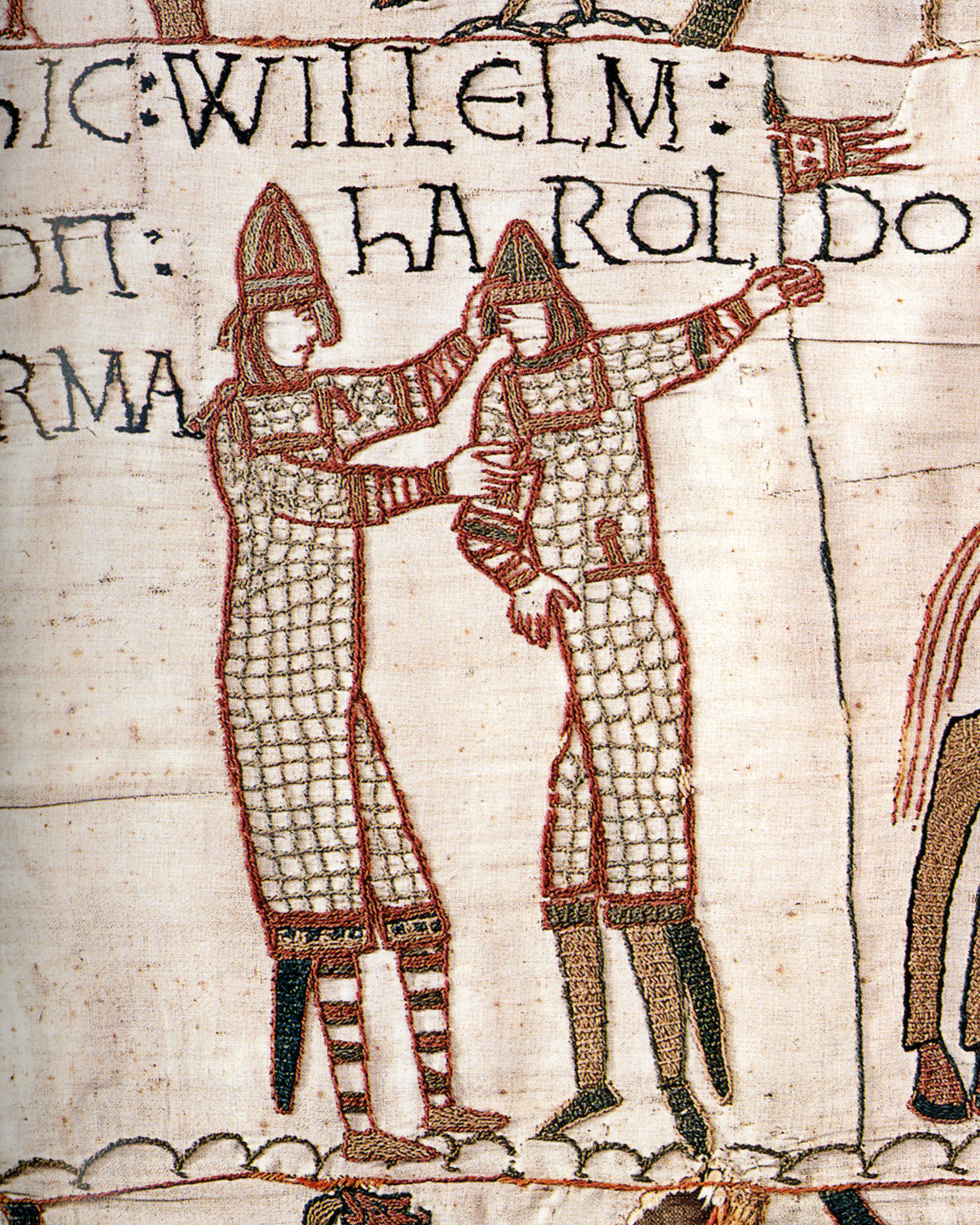
바이외 태피스트리의 장면 중 하나로, 장면의 글귀는 윌리엄이 1064년 해럴드의 유럽 대륙을 방문했을 당시 그에게 무기를 지원해주었음을 나타낸다

잉글랜드에서, 고드윈 백작이 1053년에 사망했고 그의 아들은 점차 권력을 키워갔는데 해럴드는 아버지의 백작령을 상속했고, 또 다른 아들 토스티그는 노섬브리아 백작이 됐다. 그 외의 아들들은 이후에 백작령들을 부여받았으며 기르스는 1057년에 이스트앵글리아 백작직을, 리오퓐은 1055년과 1057년 사이에 켄트 백작직으로 임명되었다. 일부 사료들에서는 해럴드가 윌리엄의 1064년 브르타뉴 침공 때 참여했고 이 전쟁 말에 윌리엄의 잉글랜드 왕위 주장를 지지할 것을 맹세했다고 주장하나, 어떠한 잉글랜드 측 사료에서는 이 참전에 대해 전하지 않으며, 실제로 있었던 일인지에 대해서도 불분명하다. 에드워드 왕을 잇는 주요 경쟁자로 떠오른 해럴드를 깎아내리기 위해 만들어진 노르만 측의 프로파간다일 수도 있다. 한편, 또 다른 왕위 경쟁자가 등장하였는데 용맹왕 에드먼드의 아들이자 에설레드 2세의 손자인 망명자 에드워드가 1057년에 잉글랜드로 돌아왔으나, 그럼에도 그는 돌아온 지 얼마 안 되어 죽었지만, 그는 가족을 데리고 왔었고 이 중에는 마그릿과 크리스티나 등 딸 두 명과 에드거 애설링이라는 아들이 있었다.
1065년에 노섬브리아가 토스티그를 상대로 반란을 일으켰고, 반란군은 토스티그를 대신하여 백작 자리에 머시아 백작 에드윈의 남동생 모르카를 택했다. 아마 왕위에 있어서 에드윈과 모르카의 지지를 확보하기 위해서, 해럴드는 반란군을 지원하고 에드워드 왕에게 토스티그를 모르카로 대체하도록 설득하였다. 토스티그는 플랑드르 백작 보두앵 5세의 딸이었던 아내 유디스와 같이 플랑드로 망명을 떠났다. 에드워드는 병에 걸린 상태였고, 1066년 1월 5일에 사망했다. 에드워드의 임종 때 정확히 무슨 일이 일어났는지는 확실치 않다. '에드워드 전기'에서 전해진 한 이야기에서는 그는 아내 이디스, 해럴드, 스티갠드 대주교, 로버트 피츠위마크 등과 같이 있었고, 해럴드를 후계자로 지명했다고 한다. 노르만 사료에서는 해럴드가 다음 왕으로 지명됐다는 사실에 대해서 언급하지 않으며, 해럴드의 맹세와 이른 시기의 에드워드의 왕위에 대한 약조가 에드워드의 임종에서 바뀔 수가 없음을 분명히 한다. 이후의 잉글랜드 사료에서는 해럴드가 잉글랜드의 성직자들과 유력 인사들에게 왕으로 선출되었다고 말한다.

## 잉글랜드 침공

### 해럴드의 방비

1066년 사건 당시 일부 장소들의 위치

해럴드는 1066년 1월 6일 에드워드의 신축 노르만 양식의 웨스트민스터 수도원에서 즉위을 하였으며, 그렇지만 이 의식을 누가 주최하였는지에 대한 일부 논란은 존재한다. 잉글랜드 측 사료에서는 요크 대주교 엘드레드가 주최했다고 하며, 한편 노르만 사료에서는 즉위식이 교황령한테서 비정식 대주교로 여겨지던 스티갠드가 진행했다고 전한다. 해럴드의 왕위 계승권은 완전하게 보장된 것은 아니었는데, 다른 주장권자들도 있었고, 이 중에는 그의 추방당한 형제 토스티그를 포함했을 것이다. 노르웨이의 왕 하랄드 하르드라디 역시 노르웨이 왕 망누스 1세의 숙부이자 계승권자로서 왕위 주장권을 지녔는데, 망누스는 1040년경에 망누스 또는 하르다크누트가 계승권자를 두지 못하고 죽을 시에 다른 이가 왕위를 계승하기로 협정을 맺은 바 있었다. 마지막 왕위 주장권자는 노르망디의 윌리엄으로, 윌리엄의 예상되는 공격에 대하여 해럴드 고드윈슨은 대부분의 준비를 마친 상태였다.
해럴드의 형제 토스티그는 1066년 5월 잉글랜드 남부 해안을 따라 탐색전을 벌였고, 플랑드르의 보두엥에게 지원을 받은 함대를 사용하여 와이트섬에 상륙하였다. 토스티그는 토착 세력들한테서 거의 지원을 받지 못한 것처럼 보이며, 링컨셔와 험버강 인근의 약탈은 성과가 더 이상 없었고, 따라서 스코틀랜드로 복귀하여, 때를 기다렸다. 노르만 작가 쥐미에주의 기욤에 의하면, 윌리엄은 한편 해럴드 왕에게 윌리엄의 왕위 주장권을 지지하겠다는 그의 약속을 상기하라는 사절단을 보냈다고 하며, 그렇지만 이 사절단이 실제로 갔는지는 확실치 않다. 해럴드는 윌리엄의 예상되는 침공군을 격퇴시키기 위해 군대와 함대를 소집하였고, 여름 동안 영국해협을 따라 병력과 함선들을 배치시켰다.

### 윌리엄의 방비

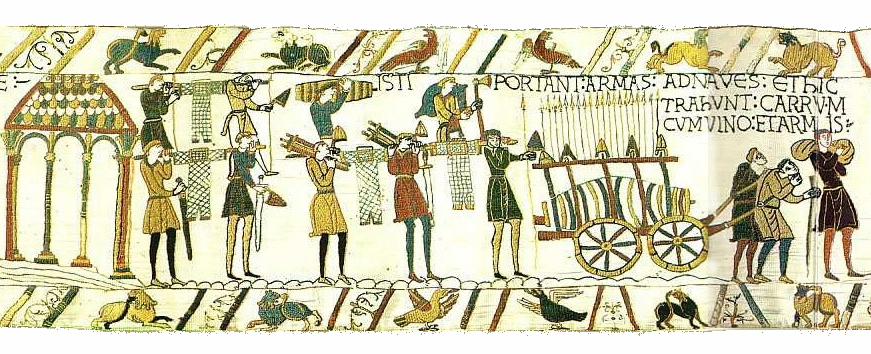
잉글랜드 침공 준비를 하는 노르만인들을 나타내는 바이외 태피스트리의 장면

푸아티에의 기욤은 윌리엄 공작이 소집한 한 자문회에 대하여 묘사하는데, 기욤은 잉글랜드 침공에 대한 위험성을 두고 윌리엄의 귀족들과 지지자들 간에 벌어진 큰 논쟁에 대한 기록을 남겼다. 일종의 공식 회의가 열렸을 것이지만, 여기에선 논쟁이 벌어질 가능성이 낮은데, 그 당시에 공작이 귀족들에 대한 통제권을 이룩했었고, 이때 소집된 이들 다수는 잉글랜드 정복에서 생기는 보상에 대한 자신들의 몫을 확보하기를 바랐을 것이다. 푸아티에의 기욤은 또한 노르망디 공작이 침공에 대해 교황의 기를 포함하여 교황 알렉산데르 3세의 동의를 얻었다고 말하기도 했다. 이 연대기 작가는 월리엄이 신성 로마 황제 하인리히 4세와 덴마크 왕 스벤 2세의 지지까지 얻었다고 하였다. 그러나 하인리히는 미약하였고 스벤은 노르웨이 왕들을 견재하는 것을 도와줄 수 있을 해럴드를 지지했을 가능성이 높아, 따라서 이 주장은 조심히 다뤄야 할 필요가 있다. 알렉산데르 교황이 잉글랜드 정복 이후에 교황의 승인을 내려주었음에도, 그 어떠한 사료도 침공 이전에 교황의 지지에 대해 주장하지 않는다. 침공 이후 윌리엄이 행한 참회와 후대의 교황들이 언급 등이 포함된 사건들은 교황의 승인에 대한 주장을 뒷받침한다. 노르망디 내 문제를 다루기 위하여, 윌리엄은 침공 기간에 노르망디 통치를 아내에게 맡겼다.
여름 내내, 윌리엄은 노르망디에서 군대 및 침공 목적의 함대를 모았다. 노르망디 공작의 함대가 함선 3,000척에 이르렀다는 쥐미에주의 윌리엄의 주장은 분명히 과장이나, 규모가 거대했을 것이며 대부분 처음부터 만든 것일 것이다. 푸아티에는 디브강 하구에서 만들어졌다고 하고 반면 쥐미에주는 생발레리쉬르솜에서 만들어졌다고 하는 등 푸아티에의 기욤과 쥐미에주의 윌리엄은 함대가 만들어진 곳에 대하여 동의점은 없었으나, 발레리쉬르솜에서 출발했다고 하는 점에서 동의하였다. 노르망디 공작의 함대에는 침공 병력을 태웠으며, 여기에는 노르망디 및 멘 등 윌리엄 영토의 병력 외에도 다수의 용병, 동맹군, 브르타뉴, 프랑스 북동부, 플랑드르, 유럽 나머지 지역에서 온 소수 인원 등 자원자들이 있었다. 이들 병력과 함대는 8월 초쯤에는 준비를 마쳤으나, 역풍이 함선을 9월 말까지 노르망디에 묶어 놓았다. 윌리엄의 공격 지체에는 다른 이유들도 있었을 것인데, 여기에는 해럴드의 병력들이 해안을 따라 배치되었다는 것을 전하는 잉글랜드 내 정보 보고 내용들도 있었을 것이다. 윌리엄은 예상치 못한 상륙을 할 때까지 공격을 지연하는 걸 선호했을 것이다. 해럴드는 여름 내내 병력을 경계 상태로 두었으나, 수확 시기가 찾아오면서 그는 9월 8일에 병력을 해산시켰다.

### 토스티그와 하르드라디의 침공

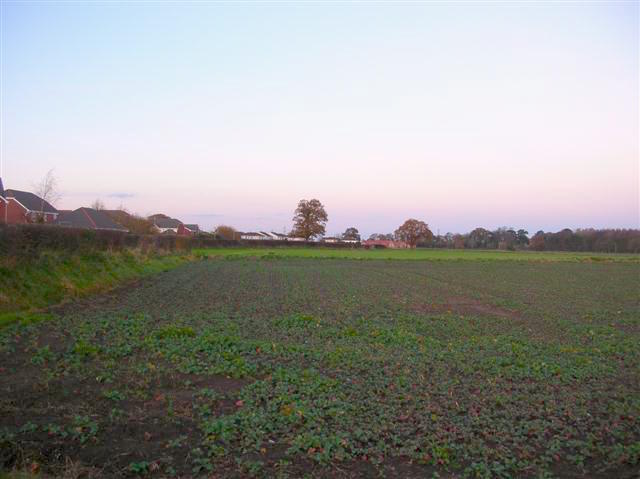
이스트라이딩오브요크셔의 스탬퍼드브리지 전투가 벌어진 현재 위치

토스티그 고드윈슨과 하랄드 하르드라디는 1066년 9월에 노섬브리아를 공격하였고 모르카와 에드윈이 이끄는 지방군을 요크 인근 펄퍼드 전투에서 제압시켰다. 해럴드 왕은 이 침공 소식을 듣고 북쪽으로 진격하여, 침입자들을 격퇴시키고 토스티그와 하랄드를 9월 25일 스탬퍼드브리지 전투에서 전사시켜냈다. 노르만 함대는 마침내 이틀 뒤에 출발하여, 9월 28일 페번지베이를 통해 잉글랜드에 상륙하였다. 그 뒤에 윌리엄은 동쪽으로 몇 마일 떨어진 헤이스팅스로 이동했고, 이곳에 작전 기지 역할을 할 성을 지었다. 이곳에서부터 그는 잉글랜드 내부를 유린하였고 노르망디와의 병참선이 있는 바다에서 멀리 이동하기를 거부하며, 북쪽에 가 있는 해럴드의 복귀를 기다렸다.

### 헤이스팅스 전투
해럴드는 하랄드 하르드라디와 토스티그를 제압한 뒤, 모르카와 에드윈을 포함한 병력의 다수를 북쪽에서 이동시켰고, 위험에 직면한 노르만의 침입을 해결하기 위하여 남쪽으로 진군했다. 그는 아마도 남쪽으로 향하던 중에 윌리엄의 상륙 소식을 들었을 것이다. 해럴드는 런던에 멈춰, 헤이스팅스로 가기 앞서 대략 일주일을 머물렀는데, 대략 200 마일 (320 킬로미터) 거리를 하루에 평균 약 27 마일 (43 킬로미터)가량 남쪽으로 향하는 데 일주일 정도를 사용했을 것이다. 해럴드는 노르만인들을 기습하려 했으나, 윌리엄의 척후병들이 잉글랜드 군의 도착을 공작에게 알렸다. 전투가 이뤄진 정확한 시기는 사료들 사이에 상충되는 기록들이 있어 불명확하지만, 윌리엄이 성에서 병력을 이끌고 나와 적에게 진격했다는 것은 동의된 사항이다. 해럴드는 헤이스팅스에 있는 윌리엄의 성에서 대략 6 마일 (9.7 킬로미터) 거리에 있는 센랙 언덕(Senlac Hill, 현재 이스트서식스의 배틀)에서 방어 위치를 잡고 있었다.

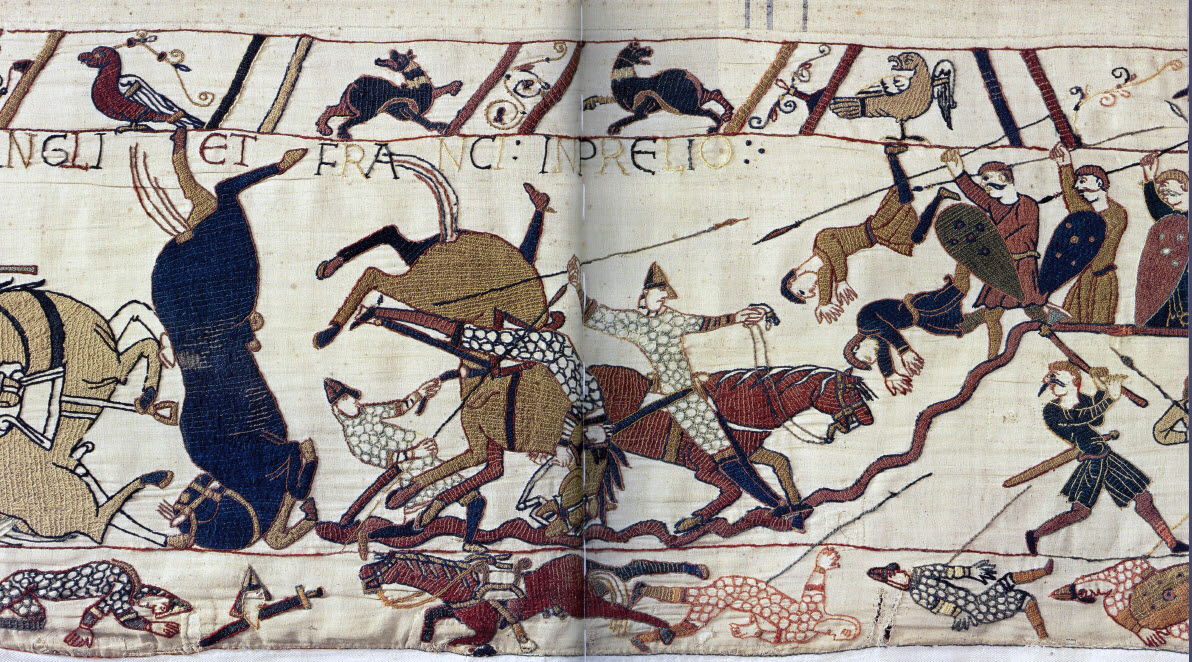
헤이스팅스 전투를 묘사하고 있는 바이외 태피스트리의 장면.

교전은 10월 14일 오전 아홉 시쯤에 시작되어 하루 내내 계속되었지만, 전반적인 전투의 흐름은 알려진 반면, 정확히 어떤 일이 있었는지는 사료들에서 서로 충돌하기에 확실치 않다. 양 측 병력은 거의 동일했지만, 윌리엄은 다수의 궁병들을 포함하여 기병과 보병이 비슷하게 있었고, 그에 비해서 해럴드는 보병들로만 이뤄졌고 아주 적은 수의 궁병만을 보유했었다. 잉글랜드 병력은 언덕의 봉우리를 따라 방패벽을 이뤘고 윌리엄의 군대가 막대한 피해를 입고 밀려나가는 등 처음에는 아주 효과적이었다. 윌리엄의 브르타뉴 병력 일부는 혼란에 빠져 전선에서 이탈했고, 잉글랜드 병력 몇몇은 도망가는 브르타뉴군을 쫓으려 했다가 노르만 기병대의 공격을 받고 괴멸한 것으로 보인다. 브르타뉴군이 교전하는 동안, 노르망디 병력에서는 공작이 전사했다는 소문이 돌았으나, 윌리엄이 병력들이 달아나지 않고 결집시켜냈다. 추가적으로 두 번째 노르망디 군대가 거짓 후퇴를 벌여, 다시 한번 잉글랜드 측이 자신들을 추격하게 끌어내어 기병의 반복된 공격에 노출시켜냈다. 인용할 수 있는 모든 사료들은 오후의 사건들에 대해서 더욱 혼란 상황을 가중시키지만, 결정적 사건은 해럴드의 죽음으로 보이는데, 이에 대해선 서로 다른 이야기가 전해진다. 쥐미에주의 기욤은 해럴드가 노르망디 공작에게 죽음을 맞이했다고 하는 한편, 바이외 태피스트리에서는 눈에 화살을 맞고 해럴드가 죽었다고 나타내나, 해럴드가 화살로 인한 머리 부상으로 죽었다고 하는 12세기의 이야기에 부합하기 위해 태피스트리를 나중에 다시 만든 것일 수도 있다.
해럴드의 시신은 전투가 종료되고 갑주나 몸의 문양을 보고 당일 확인되었다. 해럴드의 형제들과 그의 허스칼들을 포함한 잉글랜드 전사자들은 전장에 버려졌다. 해럴드의 어머니 귀타 토르켈스도티르는 승리를 거둔 공작에게 아들의 시신을 돌려주면 시신의 무게만큼을 황금으로 주겠다고 제안하였지만, 거절되었다. 윌리엄은 시신을 바다에 던져 버리라 명령했고, 이 위치는 불분명하다. 해럴드가 세운 월섬 수도원은 이후에 그의 시신이 비밀리에 이곳으로 이장됐다고 주장하였다.

### 런던 진격
윌리엄은 잉글랜드인들이 이 승리 이후에 항복하기를 바랐을 수 있으나, 그들은 그러지 않았다. 대신, 일부 잉글랜드 성직자 및 유력 인사들은 지지 자체는 다소 그저 그랬으나 에드거 애설링을 왕으로 추대하였다. 얼마 안 있어, 윌리엄은 도버, 캔터베리, 그리고 켄트의 일부 지역들을 점령하였으며, 동시에 잉글랜드 왕가의 보고가 있는 윈체스터를 차지하기 위해 군대를 보냈다. 이 지역들을 차지함으로써 윌리엄의 주변 지역들을 안정시켰고 또한 필요할 경우 노르망디로 퇴로도 확보하였다. 윌리엄은 이때부터 런던에서 템즈강을 끼고 바로 너머에 위치한 서더크로 진격하여 11월 말에 이곳에 도착했다. 그 뒤에, 그는 병력을 런던의 남쪽과 서쪽 주변부로 보내어, 런던으로 향하는 모든 길을 불태웠다. 그리고 마침내 그는 12월 초 월링퍼드에서 템즈강을 도하하였다. 스티갠드는 월링퍼드에서 윌리엄에게 항복하였고, 노르망디 공작이 얼마 안 있어 버컴스테드로 이동하자, 에드거 애설링, 모르카, 에드윈, 엘드레드 역시도 항복하였다. 윌리엄은 런던에 성을 구축하기 위해 병력을 보냈고, 1066년 성탄절에 웨스트민스터 수도원에서 즉위를 하였다.

## 잉글랜드 내 세력 장악

### 첫 행보
윌리엄은 즉위식 이후 잉글랜드에 남아 토착 유력자들을 융화시키려 했다. 머시아의 에드윈, 노섬브리아의 모르카, 노샘프턴의 왈데오프 등 잔존해 있던 백작들은 자신들의 영지와 작위를 인정받았다. 왈데오프는 윌리엄의 조카이자 그의 배다른 자매 아델라이드의 딸인 유디스와 혼인했고, 에드원과 윌리엄의 딸 중 한 명과의 결혼도 제안되었다. 에드거 애설링에게도 영지가 주어진 것으로 보인다. 성직자들의 직위도 침공 이전의 이전 주교들이 계속 유지하기로 되었는데, 이 중에는 스티갠드도 포함되었다. 하지만 해럴드의 가계와 그 형제들은 헤이스팅스에서 윌리엄과 맞서 싸운 일부 다른 이들처럼 영지를 상실했다. 3월경, 윌리엄은 노르망디로 돌아갈 수 있을 만큼 안정을 시켜냈지만, 그는 스티갠드, 모르카, 에드윈, 에드거, 왈데오프 등을 데려갔다. 그는 배다른 형제 바이외 주교 오도를 자신의 옛 후견인의 아들이며 또 다른 영향력 있는 지지자 헤리퍼드 제1대 백작 윌리엄 피츠오스번과 같이 잉글랜드를 맡기고 떠났다. 이 두 사람은 백작령을 부여받았으며, 피츠오스번은 헤리퍼드(또는 웨식스)를 오도에게는 켄트가 주어졌다. 그가 이 두 노르만인에게 전반적인 것들을 맡기기는 했으나, 잉글랜드 토착 출신 보안관들을 다수 두기도 했다. 노르망디로 돌아간 새로운 잉글랜드 국왕은 루앙과 페캉 수도원을 방문하였고, 신설된 노르만 대수도원 두 개의 축성식에 참석하였다.
윌리엄이 노르망디에 있었을 때, 옛 동맹인 불로뉴 백작 에스타슈가 도버를 공격했으나 격퇴당하였다. 잉글랜드인들의 반란 역시도 시작되었으며, 에드릭 더 와일드는 헤리퍼드를 공격하였고 엑서터에서 반란군이 일어났는데 이곳의 반란은 해럴드의 어머니 귀타가 구심점이었다. 피츠오스번과 오도는 잉글랜드인들을 통제하는 게 어렵다는 걸 깨닫고 잉글랜드 내 자신들의 영지를 유지하기 위한 성 구축에 착수하였다. 윌리엄은 1067년 12월 잉글랜드로 돌아왔고 엑서터로 진격하여 포위전을 벌였다. 엑서터는 18일간을 버티다, 함락되었고 그는 통제를 위해 성을 지었다. 해럴드의 아들들은 한편 아일랜드에 거점을 두고 잉글랜드 남서쪽을 약탈하였다. 이들 군대는 브리스톨 근방에 상륙했으나 에드너스 스톨러에게 격퇴당하였다. 부활절쯤, 윌리엄은 윈체스터에 있었는데, 이곳에서 그는 아내와 합류하여 1068년 5월에 왕비 즉위식을 열어주었다.

### 잉글랜드인들의 저항

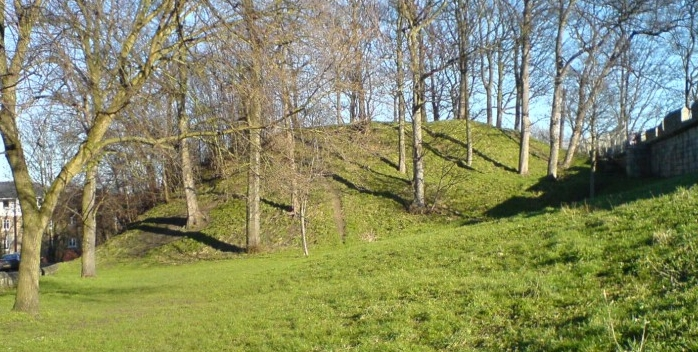
윌리엄이 요크에 건설한 두 번째 모트 앤 베일리 성인 밸리 힐의 잔해

1068년에 에드윈과 모르카는 노섬브리아 백작 고스패트릭의 지원을 받아 반란을 일으켰다. 연대기 작가 오드릭 비탈리스는 에드윈의 반란 이유가 그와 윌리엄의 딸 간의 혼인 제의가 이뤄지지 않아 일어났다고 했으나, 또 다른 추정 상 이유는 헤리퍼드셔 지역 내 피츠오스번의 커져가던 영향력일 수 있는데 그의 영향력은 에드윈의 백작령 내 그의 권력에도 영향력을 미쳤었다. 윌리엄은 에드윈의 영지를 휩쓸었고 워릭성을 세웠다. 에드윈과 모르카는 항복했으나, 윌리엄은 요크에 계속 남아 남쪽으로 돌아가기 전 요크와 노팅엄에 성들을 지었다. 남쪽으로 향하던 중에 그는 링컨성, 헌팅던성, 캠브리지성 건설을 시작하였다. 윌리엄은 지지자들에게 이 새로운 요새 시설들을 맡겼으며 이 중에는 노팅엄의 윌리엄 피브럴, 워릭의 헨리 드 보몬트가 있었다. 그런 다음에 그는 1068년 말에 노르망디로 돌아왔다.
1069년 초에, 에드거 애설링은 반란을 일으켜 요크를 공격했다. 윌리엄이 요크로 돌아와 또 다른 성을 지었으나, 에드거는 자유로운 몸이었고, 같은 해 가을에 덴마크 왕 스웨인과 합류하였다. 덴마크 왕은 잉글랜드에 거대한 함대를 이끌고 왔고 요크뿐만 아니라 엑서터, 슈루즈베리를 공격하였다. 요크는 에드거와 스웨인 연합군에 함락되었고, 에드거는 지지 세력들에게 왕으로 선포되었다. 윌리엄은 멘에서 일어난 유럽 대륙 내 반란은 무시하며, 빠르게 대항하였고, 1069년 성탄절 폐허가 된 요크에서 상징적 의미에서 왕관을 착용하였다. 그 뒤 그는 덴마크인들을 매수하는 작업에 착수하였다. 그는 티스강으로 진격하여 그가 간 외각 지역을 초토화시켰다. 지지 세력 대부분을 상실한 에드거는 스코틀랜드로 달아났으며, 맬컴 3세가 에드거의 자매 마거릿과 혼인하였다. 반란에 동참한 왈데오프는 고즈패트릭과 같이 항복했고, 이 둘은 영지를 유지하는 걸 허락받았다. 그러나 윌리엄은 여기에 그치지 않고, 겨울에 페나인산맥을 넘어 슈루즈베리에서 남은 반란군들을 제압하고 체스터성과 스태퍼드성을 지었다. 잉글랜드 왕실 군대가 휩쓴 교외 지역들의 방화 및 파괴가 있었던 이 군사 작전은 보통 '북부 원정'으로 알려져 있으며 윌리엄이 윈체스터에서 부활절 행사 의식으로 왕관을 착용했던 1070년 4월에서야 종료되었다.

### 교회 문제
1070년 윈체스터에 있는 동안, 윌리엄은 존 미누투스, 피터, 시온의 어민프리드 등 교황이 보낸 교황 특사 세 명을 만났다. 특사들은 부활절 행사 기간 정식적으로 잉글랜드 왕위 즉위식을 해주었다. 역사가 데이비드 베이츠는 이 즉위식을 윌리엄의 정복에 대한 교황의 정식적인 '승인'으로 보았다. 특사들과 윌리엄은 그 뒤에 잉글랜드 교회를 개혁 및 재편성하는 공의회를 연속해서 가졌다. 스티갠드와 그의 형제인 엘헴 주교 애설매르는 자신들의 주교직에서 해임되었다. 잉글랜드 출신 수도원장 일부 역시도 부활절쯤에 열린 공의회와 성령 강림절쯤에 열린 공의회에서 해임되었다. 성령 강림절 공의회에서 1069년 9월에 사망한 엘드레드를 대신하여 신임 캔터베리 대주교로 랑프랑크, 신임 요크 대주교로 바이외의 토머스의 임명이 있었다. 윌리엄의 배다른 형제 오도는 아마 캔터베리 대주교로 임명되기를 바랐을 것이지만, 윌리엄은 자기 가문원에게 그렇게 많은 권력을 주기를 바라지 않았을 것이다. 이 인사에 대한 또 다른 이유는 랑프랑을 임명하라는 교황청의 압박이 있었을 수도 있다. 노르망디 성직자들은 해임된 주교 및 수도원장들의 자리를 대신하였고, 이 과정이 끝날쯤에는, 참회왕 에드워드가 임명한 일부 대륙 출신 고위 성직자들과 함께 잉글랜드 출신 주교가 두 명밖에 남아 있지 않았다. 1070년에 또한 윌리엄은 부분적으로는 전투에서 사망한 이들에 대한 참회와 죽은 이들에 대한 추도의 의미로서, 헤이스팅스 전투가 벌어진 곳에 세워진 신설 수도원인 배틀 수도원을 건립했다. 1080년 릴본에서 열린 공의회에서, 그는 노르망디 교회에 대한 자신의 절대적 권위를 확고히 하였다.

## 잉글랜드와 유럽 대륙 문제

### 덴마크인들의 약탈 및 반란
스웨인은 잉글랜드에서 손을 때기로 약조했었으나, 그는 1070년 초에 돌아와, 험버강과 이스트앵글리아를 따라 일리섬 쪽으로 약탈을 벌였고, 일리섬에서 토박이 테인인 헤리워드와 손을 잡았다. 헤리워드 병력은 피터버러 수도원을 공격했고, 함락시켜 약탈을 하였다. 윌리엄은 1070년에 스웨인과 그의 함대를 몰아내게 되면서, 1069년 르망에서 반란이 일어난 멘 내 문제를 해결하러 유럽 대륙으로 돌아갈 수 있었다. 또 다른 문제가 1070년 7월에 플랑드르의 보두앵 6세 백작이 죽으면서 발생하였고, 이로 인해 보두앵의 미망인 에노 백작부인 리실드가 어린 아들 둘 아르눌과 보두앵을 대신해 통치를 하며 계승 문제가 이어졌다. 그녀의 대리청정은 보두앵의 형제 로베르의 반대에 부딪혔다. 리실드는 노르망디에 있던 윌리엄 피츠오스번에게 결혼 제안을 했고 그는 이를 수락했다. 하지만 그가 1071년 2월 카셀 전투에서 사망하면서, 로베르가 백작이 되었다. 그는 유럽 대륙 내 윌리엄 왕의 세력을 적대했고, 따라서 카셀 전투는 북부 프랑스 내 힘의 균형을 뒤흔들어 놓았고 윌리엄에게도 귀중한 협력자를 잃게 만들었다.
1071년에 윌리엄은 북부의 마지막 반란을 진압하였다. 에드윈 백작은 자기 부하에게 배신당하고 살해당하였고, 한편 윌리엄은 헤리워드와 모르카 숨어 있는 일리섬을 제압시키기 위하여 둑방길을 건설하였다. 헤리워드는 달아나는 데 성공하였으나, 모르카는 붙잡혀 백작령을 몰수당하고 감금당하였다. 1072년에 윌리엄은 스코틀랜드를 공격하였고, 최근에 잉글랜드 북부를 침공했던 맬컴을 패배시켰다. 윌리엄과 맬컴은 애버네시 조약을 체결하며 강화를 맺는 데 동의하였고, 맬컴은 강화 조약에 대한 아들 던컨을 불모로 보낸 것으로 보인다. 이 조약에 대한 또 다른 조건은 맬컴의 궁정에서 에드거 애설링을 축출하는 것으로 추정한다. 그러고 나서 윌리엄은 유럽 대륙으로 관심을 돌렸고, 1073년 초에 앙주 백작 풀크 르 레신의 멘 침공 문제를 해결하려 노르망디로 돌아왔다. 신속한 군사 작전으로, 윌리엄은 풀크 군대한테서 르망을 차지하며, 1073년 3월 30일에 전쟁을 종결시켰다. 이를 통해 프랑스 북부 내 윌리엄의 영향력이 더욱 공고해졌지만, 신임 플랑드르 백작은 에드거 애설링을 자신의 궁전으로 받아들였다. 로베르는 또한 그의 이복 자매 베르타를 프랑스 국왕 필리프 1세와 혼인시키며, 노르망디에 대적하였다.
윌리엄은 1073년에 군대를 해산시키기 위해 잉글랜드로 돌아갔다가 재빨리 노르망디로 돌아와, 1074년 내내 있었다. 그는 잉글랜드를 자신의 지지 세력에게 맡기고 갔는데, 이 중에는 리처드 피츠길버트와 윌리엄 드 워런, 란프랑크 등이 있었다. 한 해 전체 동안 잉글랜드를 내버려둔 것은 잉글랜드에 대한 지배력이 확고하다는 그의 판단에 대한 신호이기도 하였다. 윌리엄이 노르망디에 있는 동안, 에드거 애설링은 플랑드르에서 스코틀랜드로 복귀하였다. 윌리엄의 세력에 대적하던 이들을 찾던 프랑스 왕은 에드거에게 채널섬에 있는 몽트뢰유쉬르메르성을 받을 것을 제안했었고, 이곳은 에드거에게 윌리엄에 맞서는 전략적 이점을 주었다. 허나, 에드거는 얼마 안 지나 윌리엄에게 굴복당하였고, 그는 윌리엄의 궁정으로 복귀하였다. 계획이 실패했음에도 필리프는 브르타뉴로 관심을 돌려, 1075년에 반란을 주도하였다.

### 백작들의 반란

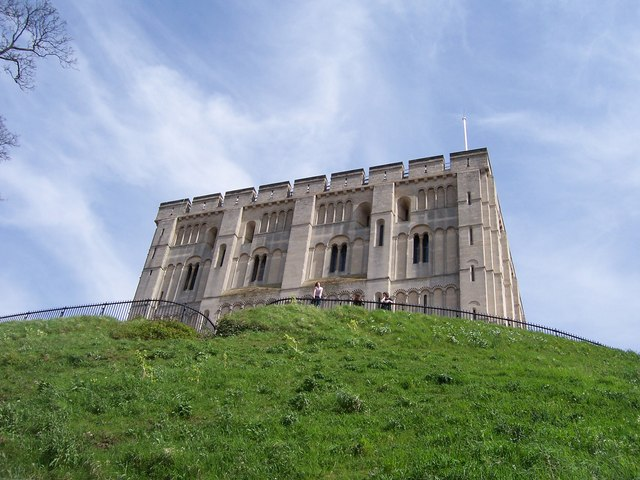
노리치성. 노리치성의 아성은 백작들의 반란 이후의 것으로 추정되지만, 아성 밑의 흙더미는 그보다 이전에 형성된 것이다.

윌리엄이 잉글랜드에서 자리를 비우던 기간인 1075년에, 노퍽 백작 랄프 드 가엘, 헤리퍼드 백작 로저 드 브르퇴이 등은 '백작들의 반란'에서 윌리엄의 왕위를 찬탈하기로 공모하였다. 랄프는 브르타뉴 혈통이 일부 있었고 1066년 이전까지는 영지를 두고 있던 브르타뉴에서 생애 대부분을 보냈다. 로저는 노르만인으로, 윌리엄 피츠오스번의 아들이나, 아버지보다는 적은 권력을 물려받았다. 또한 랄프의 권력은 전임 백작들보다 적었던 것으로 보이며, 이것이 그가 반란에 개입한 이유로 보인다.
이 반란의 정확한 이유는 불분명하나, 서퍽의 엑스닝에서 열린 로저의 친척인 랄프의 결혼식에서 시작되었다. 윌리엄이 총애하던 자 중 하나인 노섬브리아 백작 왈데오프 역시도 개입되어 있었으나, 랄프와 로저의 지지로 반란을 일으킬 준비가 되어 있던 일부 브르타뉴 출신 영주들도 있었다. 랄프는 또한 덴마크의 도움 역시도 요청했었다. 윌리엄이 노르망디에 있는 동안 잉글랜드에 있던 그의 가신들이 이 반란을 진압했다. 로저는 우스터 주교 울프스턴과 이브셤 수도원장 애설위그의 노력 덕에 헤리퍼드셔의 요새에서 벗어날 수가 없었다. 랄프는 바이외의 오도, 조프리 드 몽브레, 리처드 피츠길버트, 윌리엄 드 워런 등의 협력으로 노리치성에서 묶여 있었다. 랄프는 그러다 마침내 노리치를 아내에게 맡기고 잉글랜드를 떠나, 최종적으로 브르타뉴로 갔다. 노리치는 포위당하여 함락당하였고, 수비 병력은 브르타뉴로 가는 것이 허용받았다. 한편, 덴마크 왕의 형제 크누트는 200척으로 된 함대를 끌고 잉글랜드에 상륙하였으나, 노리치가 이미 항복하면서 너무나 늦게 도착하였다. 이렇게 되자 덴마크 병력은 고향으로 복귀하기 전까지 해안선을 따라 약탈을 하였다. 윌리엄은 노르망디를 아내 마틸드에게 맡긴 채, 덴마크의 위협을 해결하러 1075년 늦게 잉글랜드로 돌아왔다. 그는 윈체스터에서 성탄절을 보내고 반란의 여파를 다뤘다. 로저와 왈데오프는 투옥되었으며, 왈데오프는 감금된 채 1076년 5월에 처형되었다. 이 이전에, 윌리엄은 대륙으로 돌아왔고, 랄프는 브르타뉴에서 반란을 이어나갔다.

### 본토 및 해외 영토 노력
랄프 백작은 돌 성을 통제하고 있었고, 1076년 9월에 윌리엄은 브르타뉴로 진격하여 돌성을 포위하였다. 프랑스 왕 필리프는 이후에 성의 포위를 풀어내어 1076년 돌 전투에서 윌리엄을 격퇴시켜내며, 그를 노르망디로 몰아내었다. 이 전투가 윌리엄의 첫 패전이긴 하였지만, 전황을 거의 바꾸지는 못 했다. 앙주의 멘 공격이 1076년 또는 1077년에 격퇴당하였으며, 풀크 르 리신 백작은 패전 중에 부상까지 입었다. 더욱 심각한 것은 아미엥 백작 시몽 드 크레피가 수도원으로 잠적한 것이었다. 그가 수도사가 되기 전에, 시몽은 벡셍 백작령을 필리프 국왕에게 넘겼다. 벡셍은 노르망디와 프랑스 국왕령 사이의 완충 지대였고, 시몽은 윌리엄의 지지 세력 중 하나였었다. 윌리엄은 1077년에 필리프와 강화 조약을 맺을 수 있었고 1077년 말 또는 1078년 초에 풀크 백작과도 강화를 체결하였다.
1077년 말 또는 1078년 초 윌리엄과 그의 장남 로베르 사이의 문제가 생기기 시작하였다. 오드릭 비탈리스는 윌리엄과 헨리가 로베르를 물에 빠트리면서 문제가 일어났다는 사건을 이야기를 포함해서, 로베르와 그의 두 형제 윌리엄과 헨리 사이에서 문제를 일으켰다고 묘사하지만, 로베르는 무력감을 느꼈을 가능성이 훨씬 더 크다. 오드릭은 로베르가 이전에 멘과 노르망디의 소유권을 요구했었고 거부당했다고 하였다. 1077년 혹은 1078년의 문제는 로베르가 젊은 무리들과 같이 노르망디를 떠나게 했는데, 그와 동행한 젊은이들 다수는 윌리엄의 지지자들의 아들들이었다. 이들 중에는 벨렘의 로베르, 윌리엄 드 브르퇴이, 그리고 리처드 피츠길버트의 아들 로저가 있었다. 이 젊은 무리는 레말라르에 있는 성으로 가, 이곳에서 노르망디 약탈을 벌였다. 이 약탈 공격은 여러 윌리엄의 대륙 경쟁자들의 지원을 받았다. 윌리엄은 즉시 이들을 공격하여 레말라르에서 몰아냈으나, 필리프 국왕은 이들에게 게르베르루아의 성을 제공하였고 이곳에서 이들은 새로운 지지자들과 합류하였다. 그러자 윌리엄은 1079년 1월에 게르베르루아를 포위했다. 3주 뒤, 포위당한 로베르의 병력은 성에서 포위 병력 측에 기습 공격을 가하였다. 윌리엄은 로베르한테 낙마를 당하였고 위고드의 아들 토키라는 잉글랜드인에 의해 간신히 목숨을 건졌다. 윌리엄의 병력은 포위를 풀 수밖에 없었고, 루앙으로 복귀하였다. 1080년 4월 12일경, 윌리엄과 로베르는 협상을 맺었는데, 윌리엄은 자신이 사망할 시에 로베르가 노르망디를 받기로 다시 한번 확인해주었다.

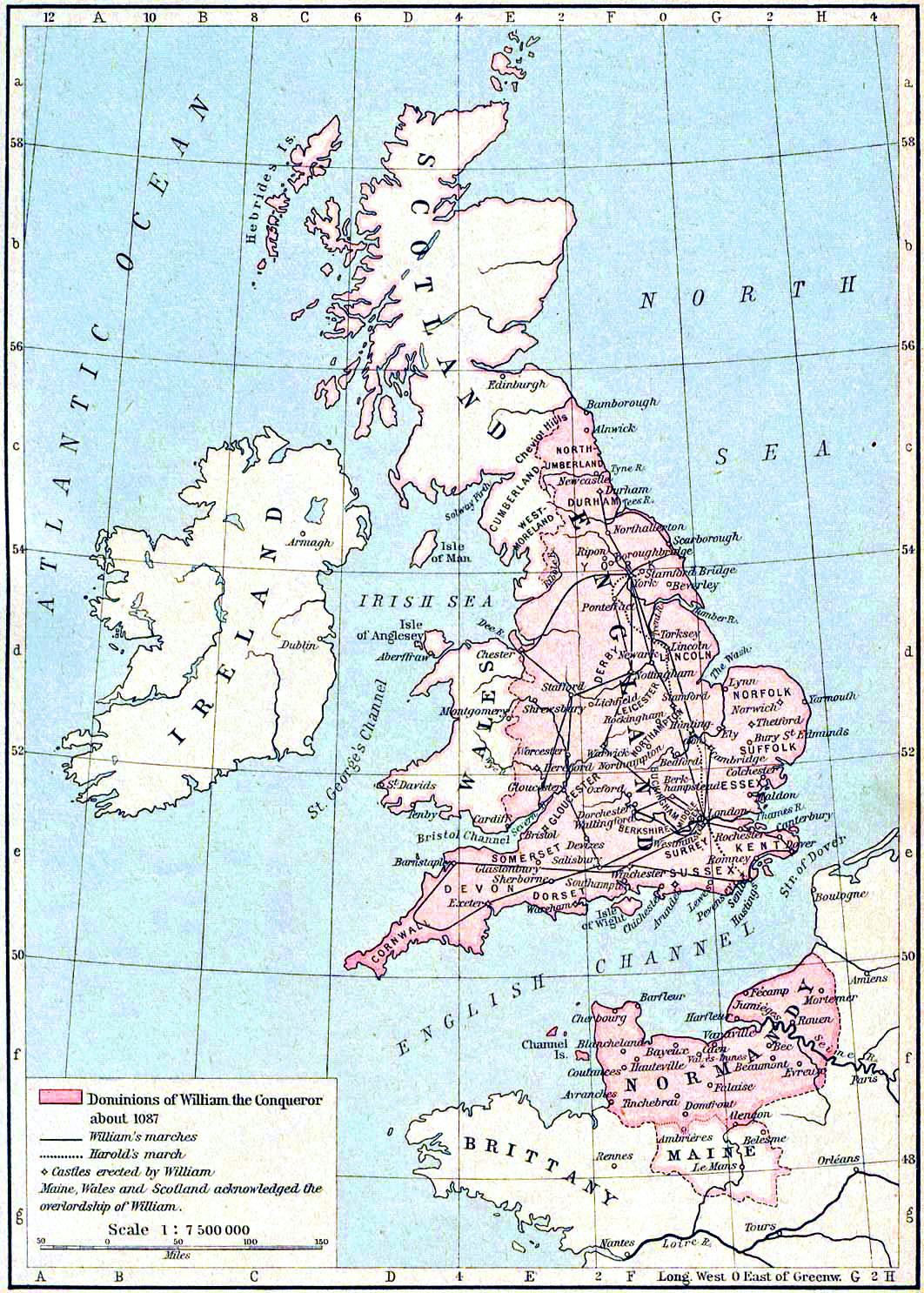
1087년 윌리엄의 영토를 나타내는 지도 (밝은 분홍색)

게르베르루아에서 윌리엄의 패배 소식은 북부 잉글랜드 내 문제를 악화시켰다. 1079년 8월과 9월에 스코트인의 왕 맬컴은 트위드강 하구를 공격하였고, 티스강과 트위드강 사이의 지역들을 황폐화시켰으며, 이 약탈은 거의 한 달간 계속되었다. 노르망디의 대응 부족은 노섬브리아인들의 저항심을 키우게 했고, 1080년 4월에 이들은 더럼 주교이자 노섬브리아 백작 월처의 통치에 대해 반란을 일으켰다. 월처는 1080년 5월 14일에 살해당했고, 왕은 이 반란을 해결하러 이복 형제 오도를 보냈다. 윌리엄은 1080년 7월에 노르망디를 떠났으며, 같은 해 가을에 아들 로베르를 스코트인들과의 전쟁에 파견하였다. 로베르는 로디언 지역을 약탈하였고 맬컴이 잉글랜드로 복귀하는 중에 뉴캐슬어폰타인에 요새 시설을 지어주기로 한 강화 조약을 체결하도록 했다. 윌리엄은 1080년 성탄절에 글로체스터에 있었고 1081년 성령 강림절에는 윈체스터에 있었는데, 이 두 행사 때 의례적으로 왕관을 착용하였다. 이 시기에 교황 대사가 잉글랜드에 도착하였고, 잉글랜드에 대해서 윌리엄이 교황에게 충성 서약을 할 것을 요청했으나, 이 요구를 그는 거부하였다. 윌리엄은 1081년 웨일스를 방문하기도 했으나, 잉글랜드와 웨일스 측 사료는 이 방문의 정확한 목적에 대해서 서로 다르게 제시한다. '앵글로색슨 연대기'에서는 군사 원정이라 했지만, 웨일스 사료에서는 성 다윗을 기리며 세인트데이비즈로 순례를 온 것이라 기록한다. 윌리엄의 전기 작가 David Bates는 힘의 균형이 웨일스에서 변화한 것과 윌리엄이 노르만의 세력을 확장하기 위하여 변화된 상황을 이용하기를 원했을 것이라는 점을 설명하며, 전자의 설명이 좀 더 가능성이 높다고 하였다. 1081년 말에, 윌리엄은 대륙으로 복귀하여, 멘의 소동을 해결하였다. 그가 멘 지역으로 군사 활동을 지휘했으나, 그 결과는 교황의 특사가 중재하여 성사시킨 화해였다.

### 말년
1082년과 1084년 사이 윌리엄의 행보에 대한 사료는 빈약하다. 역사가 David Bates에 의하면, 이것이 언급할 만한 사건이 거의 일어나지 않았고 윌리엄이 대륙에 있어 '앵글로색슨 연대기'에 기록할 것이 없다는 것을 아마 의미한다고 한다. 1082년에 윌리엄은 이복 형제 오도의 체포 명령을 내렸다. 정확한 이유는 불분명하며, 어떤 동시대의 작가들도 이 형제들 간의 분쟁을 야기한 것이 무엇인지 기록하지 않았다. 오드릭 비탈리스는 이후에 오도가 교황이 되고자 하는 열망이 있었다고 글을 남겼다. 오드릭은 또한 오도가 윌리엄의 봉신들 일부에게 오도의 남부 이탈리아 침공에 합류하라고 설득하려 했었다고 하였다. 이것이 자신의 봉신들에 대한 왕의 권위를 침범한 것으로 여겨졌고, 이를 윌리엄은 용납할 수가 없었을 것이다. 오도는 윌리엄의 나머지 집권기 동안 감금되어 있었지만, 영지는 몰수되지 않았다. 1083년에 한층 더 골칫거리가 생기는데, 윌리엄의 아들 로베르가 프랑스 왕의 지원을 받아 다시 한번 반란을 일으켰다. 더욱이 1083년 11월 2일에 있었던 마틸드 왕비의 사망은 추가적인 충격이었다. 윌리엄은 항상 아내와 친밀했었다고 묘사되었고, 그녀의 죽음은 그에게 문제거리를 더했을 것이다.
멘은 1084년경 위베르 드 보몽토멘의 반란으로 어려움이 계속되었다. 위베르는 최소 2년간 생쉬잔에 있는 성에서 윌리엄 병력의 포위를 받았으나, 마침내 강화를 맺고 왕의 총애도 회복하였다. 그는 1084년 부활절에 노르망디에서 있었으나 덴마크 왕 크누드 4세의 침공에 맞서 잉글랜드의 방비를 위하여 같은 해에 장부에 잡힌 데인겔드를 징수하러 가기 이전 잉글랜드에 있었던 것으로 보인다. 잉글랜드와 노르만 병력은 1085년부터 1066년까지 방비 태세를 유지했고, 침략 위협은 1086년 크누드의 죽음으로 종료되었다.

## 왕으로서의 윌리엄

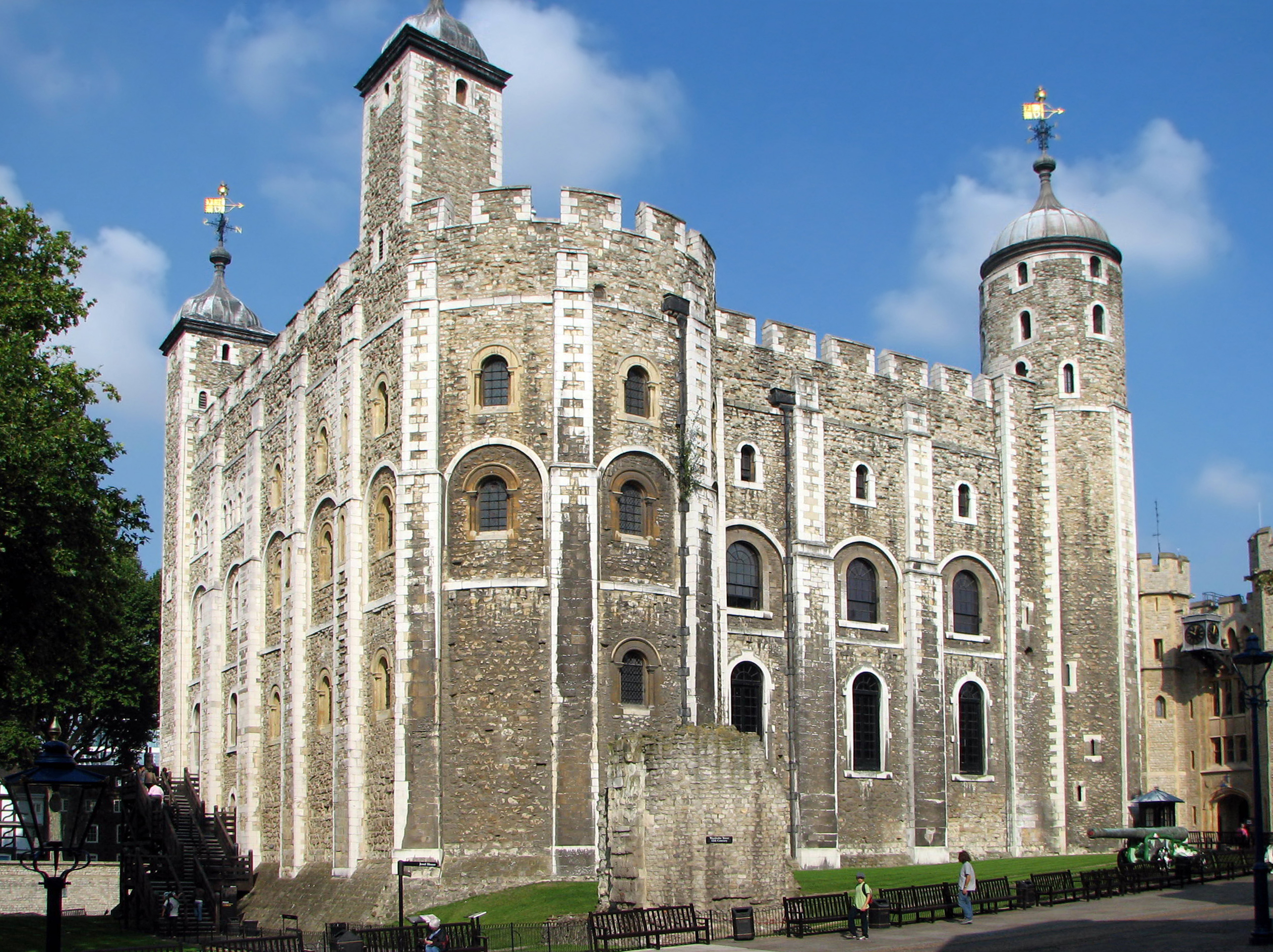
윌리엄이 짓기 시작한 런던의 화이트 타워

잉글랜드를 안정시키려는 노력의 일환으로서, 윌리엄은 여러 성, 아성, 모트의 건설을 명령하였으며 이 중에는 런던탑의 중심부 아성, 화이트 타워 등이 있었다. 이러한 요새 시설들은 노르만인들이 반란으로 인한 위협시에 안전한 곳으로 후퇴할 곳을 마련해주고 수비 병력 측에게는 외곽이 점령당할 시에 보호를 받을 수 있게 해주었다. 초기의 성들은 단순하게 흙이나 목제로 이뤄졌으나, 이후에 석제 구조물로 대체되었다.
초창기에, 새롭게 정착한 노르만인들의 다수는 가문 자체의 기사들을 두었고 자신들의 영지에 이들을 정착시키지 않았으나, 점차 가문의 기사들은 점차 토지를 수여받았으며, 이 과정은 전봉 (轉封, subinfeudation)으로 알려져 있다. 윌리엄은 또한 그의 새롭게 형성된 유력자들한테 군사 원정뿐만 아니라 성을 수비하는 병력에 대해서도 정기적 할당 수의 기사들을 보낼 것을 요구하였다. 이렇게 병력을 조직하는 방식은 정복 이전 잉글랜드의 방식인 토지를 기반으로 한 군 복무, 하이드에서 벗어나는 것이었다.
윌리엄이 사망했을쯤, 연이은 반란의 풍파로 인해, 토착 앵글로색슨 귀족 사회의 대부분은 노르만 및 다른 유럽 대륙의 유력자들로 대체되어 있었다. 초기 정복 당시 윌리엄과 동행했던 노르만인들 모두가 잉글랜드의 토지 다수를 차지한 것은 아니었다. 일부는 항상 반란을 진압해야하는 것처럼 보이던 잉글랜드 내 토지를 갖는 것을 꺼려하던 이들도 있던 것처럼 보인다. 새롭게 잉글랜드 내 부유한 노르만인들 일부는 윌리엄과 가까운 가문이나 노르만 귀족에서도 상류층이기는 했지만, 그 외는 상대적으로 초라한 배경을 지닌 자들이었다. 윌리엄은 일부 토지를 한 명 또는 특정 잉글랜드인들의 영지의 일부를 자신의 유럽 대륙 지지자들에게 하사하였으며 다른 때는, 여러 다른 잉글랜드인들이 보유하던 좁은 공유지를 한 명의 노르만 가신에게 부여하였는데, 보통 성이 위치한 전략적 지점 주변 토지를 합친 것을 내주었다.
중세 연대기 작가 맘즈베리의 윌리엄는 국왕이 그의 사냥에 대한 열정을 위하여 수십 마일의 토지 (36개 교구 규모)를 점유하고 인구를 이주시켜 왕가 사유림 뉴 포레스트로 만들었다고 하였다. 현대 역사가들은 뉴 포레스트의 인구 이주가 대단히 과장되었다고 결론을 내렸다. 뉴 포레스트의 토지 대부분은 생산성이 낮은 농지였고, 고고학 및 지리학 연구들은 이곳이 영국 왕가의 사유림으로 전환되었을 당시에 사람들이 드문드문 살았음을 보여주었다. 윌리엄은 사냥을 좋아했던 것으로 알려졌으며, 그는 잉글랜드에 누가 사냥을 할 수 있고, 무엇을 사냥해도 되는 지를 규정한 산림법을 도입하였다.

### 행정

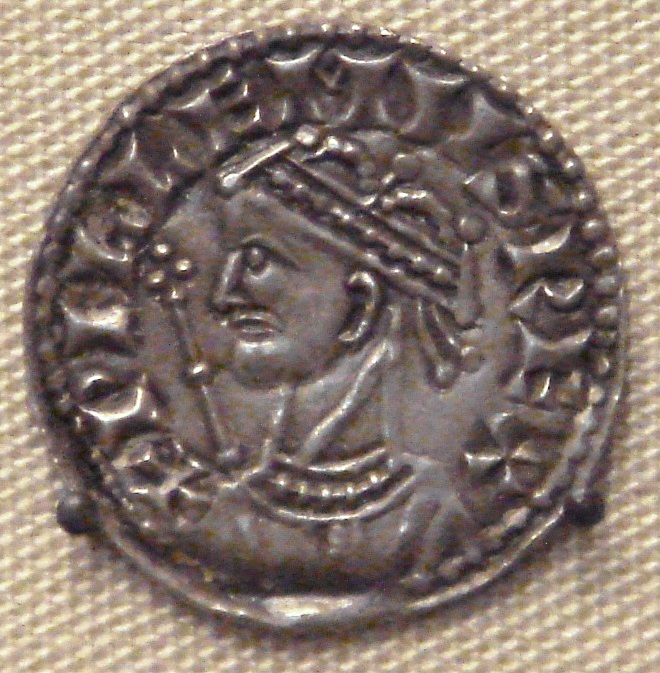
정복왕 윌리엄의 잉글랜드 주화

1066년 이후, 윌리엄은 법령들로 자신의 분리된 영지들을 하나의 통일된 왕국으로 통합시키려고 하지 않았다. 현재 여섯 점의 날인이 남아 있는 1066년 이후 그의 인장은 그가 잉글랜드를 정복 이후에 만들어졌으며 왕으로서의 그의 직위를 나타내고 동시에 공작으로서 직위도 별도로 언급하고 있다. 노르망디에 있었을 당시, 윌리엄은 프랑스 왕에 대해 충성 서약을 맺고 있었음을 인지하고 있었지만, 잉글랜드에 있었을 때는 그 인지가 없었으며, 이것이 윌리엄의 여러 영지가 별개의 것으로 여겨졌다는 추가적인 증거이다. 노르망디, 잉글랜드, 멘의 행정 조직은 각자의 땅에서 고유의 형태를 유지하며 별도로 계속 존재했다. 예시로, 잉글랜드는 유럽 대륙에서는 알려져 있지 않던 리트(writ)를 계속 사용하였다. 또한, 노르망디 정부에서 생산된 인가서 및 문서들은 형식에 있어서 잉글랜드에서 생산된 것들과 달랐다.
윌리엄은 노르만 행정 조직보다 훨씬 복잡한 잉글랜드 정부를 차지하였다. 잉글랜드는 셔 또는 컨트리로 나뉘고, 이것이 한번 더 헌드레드나 워펀테이크로 나뉘었다. 셔마다 노르만의 자작과 거의 동일한 지위를 지닌, 보안관이라는 왕의 관리가 다스렸다. 보안관은 왕을 대신한 사법 업무와 왕가의 세수를 거두는 책임이 있었다. 넓어진 영지를 관리하기 위해, 윌리엄은 공작 시절보다 훨씬 많이 순회를 돌아야만 했다. 그는 1067년부터 사망 전까지 잉글랜드와 유럽 대륙을 최소 19번 오고 갔다. 윌리엄은 헤이스팅스 전투부터 1072년까지 시간 대부분을 잉글랜드에서 보냈고, 그 이후로는, 노르망디에서 오래 있었다. 윌리엄의 국가 행정은 여전히 윌리엄의 가계를 중심으로 했는데, 그가 왕국의 어느 곳에 있었을 경우, 다른 영지들에 대한 결정 사항들이 이뤄지면 서신이나 다른 문서들을 사용한 통신 체계를 통해 전달되었다. 윌리엄은 자신이 부재 시, 특히나 장기 부재가 이뤄질 것이라 예상되면 결정을 내릴 수 있는 대리인들을 임명하기도 했다. 일반적으로, 이 대리인은 윌리엄과 가까운 가족들이었으며 배다른 형제 오도와 아내인 마틸드가 자주 맡았다. 가끔은 특정한 문제를 해결하기 위해 대리인들이 임명되기도 했다.
윌리엄은 토지세인 데인겔드 징수를 계속했다. 데인겔드는 윌리엄한테 있어 이익이었는데, 데일겔드가 이 시기 서유럽 통치자로서는 유일하게 징수한 일반세였기 때문이었다. 이 세금은 점유 토지의 가치를 기반으로 한 연세(年稅)였고, 세를 달리하여 징수할 수가 있었다. 보통은 하이드당 2실링의 세율이었지만, 긴급 상황 시에는, 하이드당 6실링까지 오르기도 하였다. 그의 영지 간의 주화는 다른 주기 및 방식으로 주조가 계속되었다. 잉글랜드의 주화는 뛰어난 미적 수준을 갖추고, 일반적으로 은 함량이 높았으며, 3년 마다 재발행되어야 했다. 노르망디의 주화는 은 함량이 많이 낮았고, 보통은 미적 수준도 떨어졌으며, 드물게 재발행되었다. 또한, 잉글랜드에서는 다른 주화가 통용되지 못한 반면에, 유럽 대륙에서는 다른 주화도 법정 통화로 간주되었다. 또한 다수의 잉글랜드 페니가 노르망디에서 유통되었는지에 대한 증거가 없으며, 이는 잉글랜드와 노르망디의 화페 체계를 통합하려는 시도가 거의 없었음을 보여준다.
세금 외에도, 잉글랜드 전역에 있던 윌리엄의 넓은 토지도 그의 지배력을 강화해주었다. 에드워드 왕의 후계자로서, 그는 옛 왕가의 사유지 전부를 다스렸다. 그는 또한 해럴드와 그의 가문 영지 다수도 유지하고 있었는데, 이런 점이 윌리엄을 큰 규모 차로 잉글랜드 내 가장 넓은 땅을 지닌 세속 지주가 되게 하였다.

### 둠스데이 북

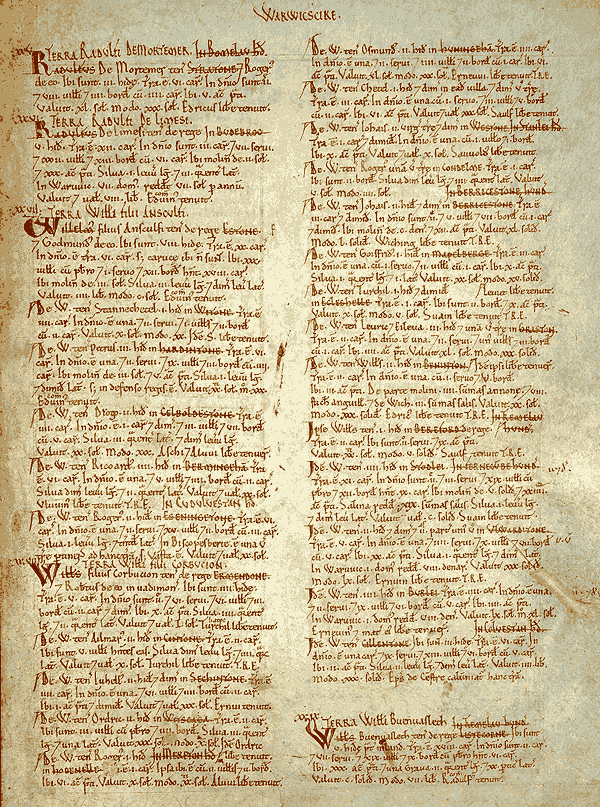
'둠스데이 북'에서 워릭셔 부분 페이지

1085년 성탄절에, 윌리엄은 카운티들로 이뤄진 그의 왕국 곳곳에 있는 자신 및 가신들이 보유한 토지에 대한 조사서 편찬을 명령하였다. 이것이 현재 '둠스데이 북'으로 알려진 결과물을 낳았다. 각 카운티들을 목록화 한 것은 소유자별로 묶여진, 지주별 토지에 대한 정보를 제공해주었다. 이 목록은 토지, 정복 이전에 토지를 소유한 자, 토지의 가치, 세금 평가가 어땠는지, 보통은 농민과 쟁기의 수, 해당 토지가 갖고 있는 자원에 대하여 묘사한다. 도시들은 따로 기재되어 있다. 티스강와 리블강 이남에 있는 잉글랜드의 모든 카운티들도 포함하며, 이 작업은 1086년 8월 1일에 대부분 완성된 것으로 보이는데, 이때 '앵글로색슨 연대기'는 윌리엄이 결과물을 받았고 모든 주요 유력자들은 자신들의 맹세와 충성을 다시금 한 샐리스베리 맹약을 맺었다고 기록하였다. 이 조사를 하게 한 윌리엄의 정확한 동기는 불명확하나, 몇 가지 목적이 있을 것이며, 봉건 의무에 대한 기록물을 만들고 커져가던 세금을 정당화시키기 위한 것도 있을 것이다.

## 죽음과 여파
윌리엄은 1086년 말부터 잉글랜드를 떠나 있었다. 대륙으로 건너온 뒤 그는 프랑스 왕들에 대적하는 동맹들을 구하려는 그의 정책의 연장선으로 딸 콩스탕스를 브르타뉴 공작 알랑 4세와 혼인시켰다. 여전히 프랑스 왕과 동맹을 맺고 있었던 윌리엄의 아들 로베르는 소요를 일으키는 데 적극적이었던 곳으로 보이며, 이는 윌리엄이 1087년 7월에 프랑스의 벡셍으로 원정을 감행하게 만들 만큼 충분했다. 망트에 대한 공성전을 진행하던 중에, 윌리엄은 병에 걸리거나 안장의 파멀에 부상을 입었다. 그는 루앙의 생제르바스 수도원 분원으로 옮겨졌고, 그곳에서 1087년 9월 9일에 사망했다. 그의 죽음으로 이어지는 사건들에 대한 정보는 불분명한데 이에 대해서 다른 내용이 두 가지가 있기 때문이다. 오드릭 비탈리스는 여러 주요 인사들의 발언들이 기재된 장편의 기술을 담고 있으나, 이 내용은 실제 일어난 것보다는 아마 왕이 어떻게 죽어야 하는지에 대한 설명일 것이다. 나머지 문헌인 '데 오비투 빌렐미'(윌리엄의 죽음에 대하여)는 이름이 바뀐 9세기 기록물 두 개의 사본으로 보여진다.

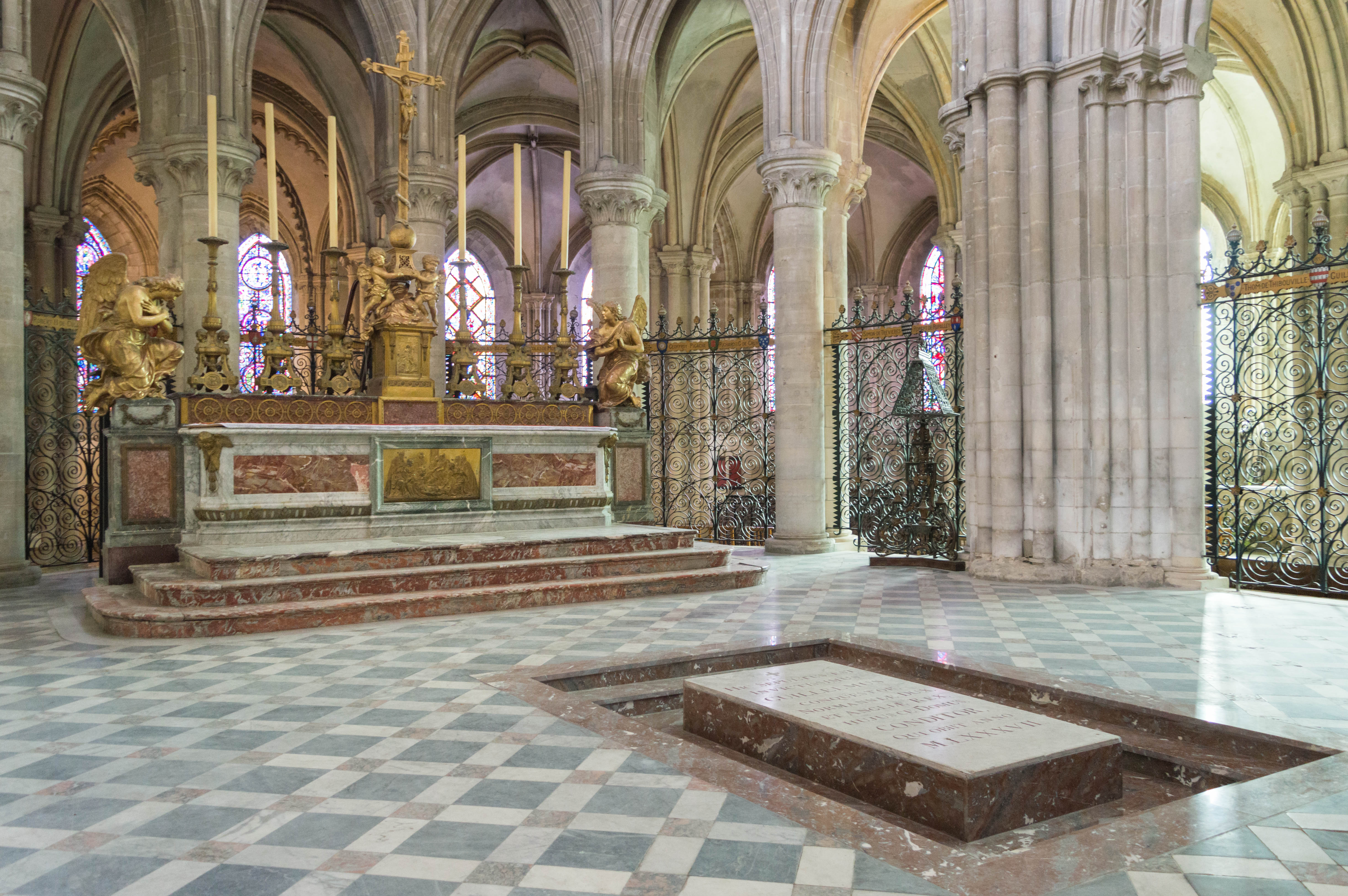
캉의 아베이오좀 주제단 앞에 있는 윌리엄의 무덤

윌리엄은 노르망디를 로베르에게 남겨주었고, 잉글랜드의 소유권은 윌리엄의 차남이자 같은 이름을 지녔던 윌리엄이 왕이 될 것을 상정하고 그에게 넘겨주었다. 막내 아들 헨리는 금전으로 재산을 상속받았다. 잉글랜드를 차남에게 맡긴 뒤에, 아버지 윌리엄은 랑프랑크에게 새로운 왕을 도우라는 명령이 담긴 서신을 아들 윌리엄에게 맡기며 9월 7일 잉글랜드로 돌려보냈다. 그 외의 유증에는 교회에 헌납을 하고, 가난한 이들에게 재산을 분배하라는 등이 있었다. 윌리엄은 또한 배다른 형제 오도를 포함하여 모든 수감자들을 풀어주라고 명했다.
윌리엄이 죽은 뒤 혼란이 뒤따랐다. 그의 임종 때 있었던 모든 자들은 시신을 루앙에 두고 떠난 뒤 각자의 일을 위해 서둘러 떠났다. 마침내 루앙의 성직자들이 그의 시신을 캉으로 보내기로 하였는데, 윌리엄은 캉에 있는 그가 세운 아바이오좀에 묻히기를 바랐었다. 아들 헨리를 포함해서 노르망디의 주교들과 수도원장이 참석했던 그의 장례식은 교회가 세워진 곳의 토지를 윌리엄의 가문이 불법적으로 빼앗은 것이라 주장한 한 캉의 시민의 난입으로 방해를 받았다. 급한 합의가 집행된 뒤, 이 주장은 사실이었던 곳으로 보아, 이 사내는 보상을 받았다. 시신을 무덤에 안치시킬 때 추가적인 수모가 일어났다 시신이 무덤 공간에 비해서 너무 컸었고, 수행원들은 시신을 무덤 안으로 넣을 때 시신을 파열시키면서, 교회 모든 곳에 역겨운 악취가 퍼져나갔다.
윌리엄의 무덤은 현재 19세기 초로 추정되는 라틴어 명각이 새겨진 대리석 판으로 되어 있다. 이 무덤은 1087년 이래로 몇 차례 훼손이 되었으며, 처음은 1522년에 발생했는데 이때 교황의 명으로 무덤이 개방되었다. 그 시기에 유골이 온전하게 무덤에 다시 넣어졌으나, 위그노 전쟁 기간인 1562년에, 무덤이 다시 재개방되어 유골이 흩뿌려져 오른쪽 대퇴골을 제외하고 모두 소실되었다. 이 대퇴골은 1642년에 새로운 표시와 함께 다시 안치되었고, 이 표시는 100년 뒤 좀 더 정교한 기념물로 대체되었다. 하지만 다시 한번 프랑스 혁명 시기에 무덤이 파괴되었다가 현재의 대석 (臺石)으로 최종 대체되었다.

## 유산

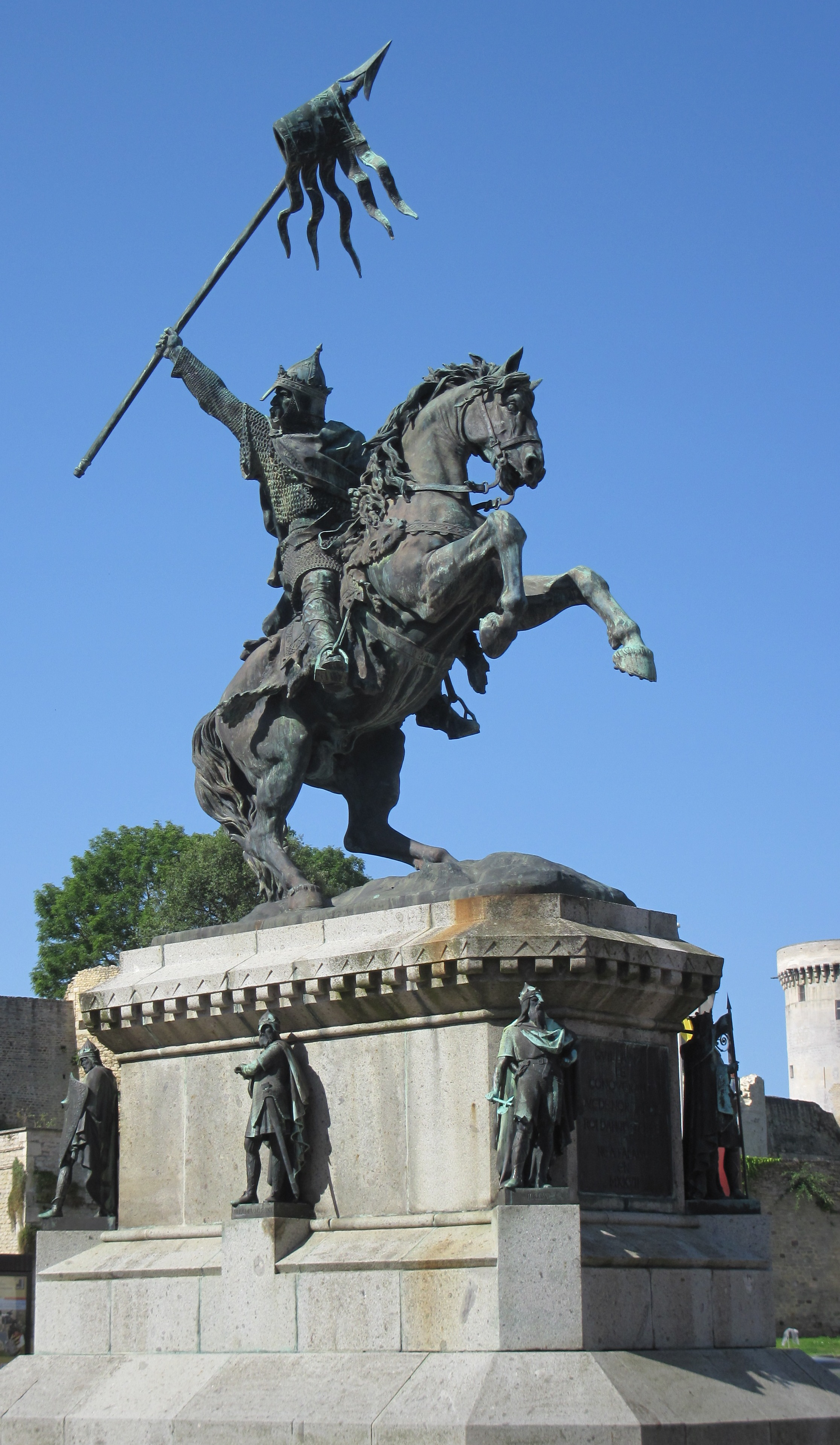
프랑스 팔레즈에 있는 정복왕 윌리엄 조각상

윌리엄의 죽음은 곧장 잉글랜드와 노르망디의 지배권을 두고 그의 아들들인 로베르와 윌리엄 간의 전쟁으로 이어졌다. 1100년에 아들 윌리엄이 죽고 막내 아들인 헨리가 왕으로 즉위한 뒤에도, 노르망디와 잉글랜드는 로베르가 1106년 텡슈브레 전투에서 포로로 잡힐 때까지 전쟁 사태가 유지되었었다. 계승 문제는 노르망디 내 영향력 사실이라는 결과로 이어졌고, 노르망디 귀족 계층들은 아버지 윌리임어게 잃었던 힘을 상당히 회복하였다. 그의 아들들은 또한 멘의 지배력을 대부분 상실하였는데, 멘은 1089년에 반란을 일으켜 그 뒤로 노르만의 영향력에서 거의 자유로워질 수 있게 되었다.
윌리엄의 정복에 대한 잉글랜드의 영향은 대단하였으며 교회, 귀족 사회, 문화, 언어에서 있었던 변화들은 현대 시대까지 지속되고 있다. 잉글랜드 정복은 잉글랜드를 프랑스와 더 밀접한 관계로 이끌었고 중세 내내 지속된 프랑스와 잉글랜드의 관계를 형성하였다. 윌리엄의 침입에 대한 또 다른 결과는 이전의 잉글랜드와 스칸디나비아 간 밀접한 관계를 끊어낸 것이었다. 윌리엄 행정 정부는 잉글랜드와 노르만 행정 체계 요소를 후대의 중세 잉글랜드 왕국의 토대로 이어진 새로운 요소로 혼합시켜냈다. 이 변화들이 얼마나 갑작스럽고 지대한 영향을 주어는지는 역사가들 사이에서 여전히 논쟁의 대상이며, 리처드 서던 같은 일부는 윌리엄의 정복은 로마 멸망 이후부터 20세기 사이 유럽 역사에서 단일로서는 가장 급격한 변화라고 말한다. H. G. 리처드슨 및 G. O. 세일즈 같은 그 외 인사들은 정복으로 생긴 변화들이 서던이 주장하는 것보단 훨씬 덜 급진적이라 본다. 역사가 엘리너 설은 윌리엄의 침공을 '스칸디나비아인이 아니라면 고려하지 않았을 계획'이라 묘사하였다.
윌리엄의 집권기는 그가 죽기 전부터 역사적인 논쟁을 일으켰다. 푸아티에의 기욤은 윌리엄의 집권기와 그에 대한 이점에 대하여 찬미적으로 글을 남겼으나, '앵글로색슨 연대기'에서 윌리엄에 대한 부고문에서는 냉혹하게 윌리엄을 비판하였다. 윌리엄의 정복 이래로, 정치인들 및 그 외 지도자들은 윌리엄과 그의 집권기 사건들을 잉글랜드 역사 기간 정치적 사건들을 설명하는 데 사용하였다. 잉글랜드의 엘리자베스 1세 집권기 기간, 매슈 파커 대주교는 윌리엄의 잉글랜드 정복이 순수한 잉글랜드 교회를 타락시켰다고 보았고, 파커는 이를 되돌리려 했다. 17세기와 18세기 기간, 일부 역사가들과 법률 전문가들은 윌리엄의 집권기를 토착민들인 앵글로색슨인들에게 '노르만의 멍에'를 씌었다고 보았으며, 19세기 동안 이 논쟁은 민족주의적 노선을 따라 추가적인 덧붙임이 생기며 계속되었다. 이 논쟁들은 일부 역사가들에게 윌리엄이 잉글랜드의 중요성을 만들어낸 이들 중 한 명이나 잉글랜드 역사상 가장 큰 패배를 불러온 이 중 한 명으로 만들었다. 그 외 다른 이들은 그를 잉글랜드 헌법의 적 또는 잉글랜드 헌법의 창시자로 본다.

## 가정과 자녀
윌리엄과 그의 아내 마틸드는 최소 자녀 아홉을 두었다. 아들들의 출생 순서는 분명하지만, 딸들의 출생에 대한 상대적 순서에 대해서는 어떤 사료도 정보를 제공하고 있지 않다.
1. 로베르/로버트는 1051년과 1054년 사이에 태어나, 1134년 2월 10일에 사망했다.[48] 노르망디 공작이 된 그는 콘베르사노 백작 조프레도의 딸 콘베르사노의 시빌라와 혼인했다.[147]
2. 리처드/리샤르는 1056년 이전에 태어나, 1075년경에 사망했다.[48]
3. 윌리엄/기욤은 1056년과 1060년 사이에 태어나, 1100년 8월 2일에 사망했다.[48] 잉글랜드의 왕으로 즉위하였고, 뉴 포레스트에서 살해되었다.[148]
4. 헨리/앙리는 1068년 말에 태어나, 1135년 12월 1일에 사망했다.[48] 잉글랜드의 왕으로 즉위하였고, 말콤 3세의 딸인 스코틀랜드의 마틸다와 혼인하였다. 후에 루뱅의 아델라이드와 재혼하였다.[149]
5. 아델라이자 (아델라이다,[150] 아델라이드[149])는 1113년 이전에 사망했고, 전해진 바에 의하면 해럴드 고드윈슨과 약혼했었다고 하며, 프레오에 있는 생레제의 수녀가 된 것으로 추정한다.[150]
6. 세실리아/세실/세실리는 1166년 이전에 태어나, 1127년에 사망했으며, 캉의 생트트랭테 대수도원의 수도원장이었다.[48]
7. 마틸드/마틸다[2][150]: 1061년경에 태어났으며, 1086년경에 사망한 것으로 추정한다.[149] '둠즈데이 북'에서 윌리엄의 딸로 언급되었다.[48]
8. 콩스탕스: 1090년에 사망했으며, 브르타뉴 공작 알랑 4세와 혼인했다.[48]
9. 아델/아델라: 1137년에 사망했으며, 블루아 백작 에티엔과 혼인했다.[48]
10. 아가사 (추정): 레온과 카스티야의 알폰소 6세와 약혼했다.[w]

윌리엄에게 사생아가 있었다는 증거는 없다.

## 참조
1. ↑  동시대 비(非)노르망디 사료들에서는 bastardus (사생아)로 보통 표기되었다.[2]
2. ↑  연대기 작가 푸아티에의 기욤은 에드워드의 왕위 계승이 윌리엄 공작의 지원 때문이라 하지만, 이는 몹시 그럴 가능성이 낮은데 윌리엄은 당시에 자신의 공국에 대해서 실질적인 힘이 없었다.[2]
3. ↑  윌리엄의 정확한 출생일은 노르망디 연대기 작가들이 남긴 동시대 기록물들 때문에 혼란에 있다. 오드릭 비탈리스는 윌리엄의 임종 당시에 그가 64세라 하였고, 이럴 경우에 그의 출생 시기는 1023년쯤이 된다. 하지만, 다른 곳에서 오드릭은 윌리엄이 8살 때 그의 아버지가 1035년에 예루살렘으로 떠났다고 하였고 이럴 경우에 출생 시기는 1027년이 된다. 맘즈버리의 윌리엄은 윌리엄의 아버지가 사망했을 당시 그는 7살이라 했고 이럴 경우에는 1028년이 된다. 또 다른 사료 '데 오비투 빌렐미'는 윌리엄이 1087년에 사망했을 때 59세라고 하였는데, 이러면 1027년이나 1028년으로 추측이 된다.[9]
4. ↑  이런 상황은 노르망디의 엠마를 그의 종조모로, 참회황 에드워드를 친척 관계로 만들었다.[10][11]
5. ↑  이 딸은 이후에 라페르테마세의 영주 기욤과 혼인했다.[9]
6. ↑  고티에는 딸이 둘이 있었고, 그 중 한 명은 수녀이고 또 다른 한 명 마틸드는 랄프 테슨]과 혼인해다.[9]
7. ↑  교회와 일반 사회가 사생이라는 것을 바라보는 시선이 이 시기에 변화를 겪고 있던 중이었다. 그레고리오 개혁의 영향 하에서 교회는 혼외정사에 대한 죄가 결과적으로 모든 자녀들에 대해 오점을 남긴다는 견해를 가지고 있었지만, 귀족들은 윌리엄 생전에 교회의 견해에 완전히 공감하지 않았다.[18] 1135년경 윌리엄의 아들인 헨리 1세의 사생아 글로체스터의 로버트의 경우에는 잉글랜드 귀족들의 일부 지지가 있었음에도 헨리 1세가 적자를 두지 못하고 죽었을 때 왕위 상속에서 거의 차단되어 있었다.[19]
8. ↑  금지 이유는 분명치 않다. 공의회에서는 이 이유에 대한 기록이 없고,  오드릭 비탈리스가 주요 증거물이다. 그는 윌리엄과 마틸드가 너무나 가까운 인척이었다고 간접적으로 언급은 하나, 상세한 내용은 전하지 않아 애매모호한 상태로 남아있다.[42]
9. ↑  정확한 혼인 시기는 알려져 있지 않고, 1051년이나 1052년일 것이며, 분명한 것은 1053년 말 이전이라는 것인데, 마틸드가 1053년 하반기에 기록된 선언서에 윌리엄의 아내라고 언급되었다.[44]
10. ↑  두 수도원은 1059년경에 윌리엄이 세운 수도사들을 위한 아베이오좀 (또는 생테티엔) 수도원과, 대략 4년 뒤에 마틸드가 세운 수녀들을 위한 아베이오담 (또는 생트트랭테 수도원)이었다.[47]
11. ↑  애설링은 '왕가의 고위 남성'을 뜻하고 보통 재위하고 있는 왕의 아들이나 형제에게 부여된다.[70]
12. ↑  에드거 애설링도 또 다른 왕위 주장권자였으나,[74] 그는 너무 어렸으며,[75] 1066년 때 겨우 14살에 불과했을 것이다.[76]
13. ↑  바이외 태피스트리는 윌리엄의 군대가 들고 다닌 교황 기를 묘사했을 수도 있으나, 하지만 이것을 태피스트리에서 그렇게 표현하지 않았다.[79]
14. ↑  맘즈버리의 윌리엄은 윌리엄이 귀타의 제안을 받아들였다고 하고, 푸아티에의 기욤은 거부했다고 한다.[89] 오늘날 해럴드에 대한 전기 작가들은 윌리엄이 제안을 거부했다는 것에 대해 동의했다.[90][91]
15. ↑  중세 연대기 작가들은 11세기의 사건들을 계절로만 자주 언급하여, 정확한 시기를 추측하는 걸 불가능하게 하고 있다.
16. ↑  역사가 Frank Barlow는 윌리엄이 어린 시절 숙부 모제의 야망 때문에 고생을 했고 따라서 또 다른 그런 상황 만들고 싶지 않았을 것이라는 점을 강조했다.[101]
17. ↑  에드거는 1086년까지 윌리엄의 궁정에 머물렀다가 이탈리아 남부 내 노르만 공국으로 건너갔다.[107]
18. ↑  시몽이 윌리엄의 지지자 중 하나였지만, 벡셍은 사실상의 프랑스 국왕의 영주권에 있었고, 이것이 필리프가 시몽이 수도사가 되었을 때 벡셍의 지배권을 확보한 이유이다.[115]
19. ↑  이 인장은 말을 탄 기사를 나타내고 있으며 최초의 온전한 기마 인장이기도 하다.[132]
20. ↑  1066년과 1072년 사이, 윌리엄은 노르망디에서는 겨우 열다섯 달밖에 있지 않았고 나머지는 잉글랜드에서 있었다. 1072년에 노르망디로 돌아온 뒤로는, 잉글랜드에서는 대략 40여 달을 보낸 반면에 노르망디에서는 대략 130달을 있었다.[133]
21. ↑  '둠스데이 북'에 따르면, 윌리엄 왕의 토지는 그 다음으로 넓은 토지를 지닌 소유자였던 배다른 형제 오도의 네 배였고, 세 번째로 많았던 몽고메리의 로저의 7배였다.[136]
22. ↑  현재 무덤에 있는 이 대퇴골은 1642년에 다시 안치된 뼈로 보지만, 빅토리아 시대 역사가 E. A. 프리먼은 이 뼈가 1793년에 소실되었다고 주장하였다.[141]
23. ↑  푸아티에의 기욤은 형제 사이인 이베리아반도의 왕들이 윌리엄의 딸을 두고 경쟁하였고 이것이 이들 사이의 불화로 이끌었다고 언급하였다.[151] 일부 역사가들은 이 왕들이 카스티야의 산초 2세와 그의 형제인 갈리시아의 가르시아 2세이고, 신부는 이베리아식 이름을 가지지 않고 산초의 아내로 기록된 알베르타로 보고 있다.[152] 익명의 작가가 쓴 시몽 드 크레피의 일대기(vita)에서는 이 대신에 레온의 알폰소 6세와 로베르 기스카르를 경쟁자라고 하였고, 맘스베리의 윌리엄과 오드릭 비탈리스는 윌리엄의 딸 한 명이 갈리시아의 왕 알폰소와 약혼을 했으나 혼인을 하기 전에 사망했다고 하였다. 오드릭 비탈리스는 저서 '교회사'(Historia Ecclesiastica)에서, 그녀를 옛 해럴드의 약혼녀인 아가사라고 분명히 언급하였다.[151][152] 이 내용은 '노르만 공작들의 업적록'에 그가 이전에 추가한 내용과 혼동을 시키는데, 여기에서는 해럴드 약혼 상대를 윌리엄의 딸 아델라이드라고 하였다.[150] 알폰소 6세의 복잡한  혼인 이력에 대하여 최근 기술들은 그가 아가사라는 이름의 윌리엄의 딸과 약혼을 했었다는 것으로 받아들이고 있으며,[151][152][153] 반면에 더글러스는 아가사가 아델라이드에 대한 혼동된 표현이라는 것을 고려하지 않고 있다.[48] Elisabeth van Houts는 아델라이드가 수녀가 되기 전에 약혼을 했을 수도 있고, 또한 아가사가 윌리엄의 딸일 수도 있다는 가능성에 대해 모두 포용하며 중립적인 입장이다.[150]

## 참고 문헌
- Barlow, Frank (2004). 〈Edward (St Edward; known as Edward the Confessor) (1003x5–1066)〉. 《Oxford Dictionary of National Biography》. Oxford University Press. doi:10.1093/ref:odnb/8516. 2012년 5월 16일에 확인함. (subscription 또는 UK 공공도서관 회원 필수)
- Barlow, Frank (1979). 《The English Church 1066–1154: A History of the Anglo-Norman Church》. New York: Longman. ISBN 0-582-50236-5.
- Barlow, Frank (2004). 〈William II (c.1060–1100)〉. 《Oxford Dictionary of National Biography》. Oxford University Press. doi:10.1093/ref:odnb/29449. 2012년 6월 29일에 확인함. (subscription 또는 UK 공공도서관 회원 필수)
- Bates, David (2001). 《William the Conqueror》. Kings and Queens of Medieval England. Stroud, UK: Tempus. ISBN 0-7524-1980-3.
- Bates, David (2004). 〈William I (known as William the Conqueror)〉. 《Oxford Dictionary of National Biography》. Oxford University Press. doi:10.1093/ref:odnb/29448. 2012년 3월 26일에 확인함. (subscription 또는 UK 공공도서관 회원 필수)
- Canal Sánchez-Pagín, José María (2020). “Jimena Muñoz, Amiga de Alfonso VI”. 《Anuario de Estudios Medievales》 (스페인어) 21: 11–40. doi:10.3989/aem.1991.v21.1103.
- Carpenter, David (2004). 《The Struggle for Mastery: The Penguin History of Britain 1066–1284》. New York: Penguin. ISBN 0-14-014824-8.
- Clanchy, M. T. (2006). 《England and its Rulers: 1066–1307》. Blackwell Classic Histories of England Thi판. Oxford: Blackwell. ISBN 1-4051-0650-6.
- Collins, Roger (1999). 《Early Medieval Europe: 300–1000》 Seco판. New York: St. Martin's Press. ISBN 0-312-21886-9.
- Crouch, David (2005). 《The Birth of Nobility: Constructing Aristocracy in England and France, 900–1300》. New York: Longman. ISBN 0-582-36981-9.
- Douglas, David C. (1964). 《William the Conqueror: The Norman Impact Upon England》. Berkeley: University of California Press. OCLC 399137.
- Douglas, David C.; Greenaway, G. W. (1981). 《English Historical Documents, 1042–1189》. London and New York: Routledge. ISBN 0-203-43951-1.
- Fryde, E. B.; Greenway, D. E.; Porter, S.; Roy, I. (1996). 《Handbook of British Chronology》 Thi revis판. Cambridge: Cambridge University Press. ISBN 0-521-56350-X.
- Given-Wilson, Chris; Curteis, Alice (1995). 《The Royal Bastards of Medieval England》. New York: Barnes & Noble. ISBN 1-56619-962-X.
- Huscroft, Richard (2009). 《The Norman Conquest: A New Introduction》. New York: Longman. ISBN 978-1-4058-1155-2.
- Huscroft, Richard (2005). 《Ruling England 1042–1217》. London: Pearson/Longman. ISBN 0-582-84882-2.
- Lawson, M. K. (2002). 《The Battle of Hastings: 1066》. Stroud, UK: Tempus. ISBN 0-7524-1998-6.
- Lewis, C. P. (2004). 〈Breteuil, Roger de, earl of Hereford (fl. 1071–1087)〉. 《Oxford Dictionary of National Biography》. doi:10.1093/ref:odnb/9661. 2012년 6월 25일에 확인함. (subscription 또는 UK 공공도서관 회원 필수)
- Marren, Peter (2004). 《1066: The Battles of York, Stamford Bridge & Hastings》. Battleground Britain. Barnsley, UK: Leo Cooper. ISBN 0-85052-953-0.
- Miller, Sean (2001). 〈Ætheling〉.   Lapidge, Michael; Blair, John; Keynes, Simon; Scragg, Donald. 《Blackwell Encyclopaedia of Anglo-Saxon England》. Malden, MA: Blackwell Publishing. 13–14쪽. ISBN 978-0-631-22492-1.
- Pettifer, Adrian (1995). 《English Castles: A Guide by Counties》. Woodbridge, UK: Boydell. ISBN 0-85115-782-3.
- Reilly, Bernard F. (1988). 《The Kingdom of Leon-Castile Under Alfonso VI》. Princeton, NJ: Princeton University Press. ISBN 978-0-691-05515-2.
- Rex, Peter (2005). 《Harold II: The Doomed Saxon King》. Stroud, UK: Tempus. ISBN 978-0-7394-7185-2.
- Salazar y Acha, Jaime de (1992–1993). “Contribución al estudio del reinado de Alfonso VI de Castilla: algunas aclaraciones sobre su política matrimonial”. 《Anales de la Real Academia Matritense de Heráldica y Genealogía》 (스페인어) 2: 299–336.
- Searle, Eleanor (1988). 《Predatory Kinship and the Creation of Norman Power, 840–1066》. Berkeley: University of California Press. ISBN 0-520-06276-0.
- Thomas, Hugh (2007). 《The Norman Conquest: England after William the Conqueror》. Critical Issues in History. Lanham, MD: Rowman & Littlefield Publishers. ISBN 978-0-7425-3840-5.
- Thompson, Kathleen (2004). 〈Robert, duke of Normandy (b. in or after 1050, d. 1134)〉. 《Oxford Dictionary of National Biography》. Oxford University Press. doi:10.1093/ref:odnb/23715. 2012년 4월 3일에 확인함. (subscription 또는 UK 공공도서관 회원 필수)
- Turner, Ralph V. (1998). “Richard Lionheart and the Episcopate in His French Domains”. 《French Historical Studies》 21 (4 Autumn): 517–542. doi:10.2307/286806. JSTOR 286806. S2CID 159612172.
- van Houts, Elizabeth (2004). 〈Adelida (Adeliza) (d. before 1113)〉. 《Oxford Dictionary of National Biography》. Oxford University Press. doi:10.1093/ref:odnb/164. 2012년 3월 26일에 확인함. (subscription 또는 UK 공공도서관 회원 필수)
- van Houts, Elisabeth (2002). “Les femmes dans l'histoire du duché de Normandie (Women in the history of ducal Normandy)”. 《Tabularia "Études"》 (프랑스어) (2): 19–34. doi:10.4000/tabularia.1736. S2CID 193557186.
- Walker, Ian (2000). 《Harold the Last Anglo-Saxon King》. Gloucestershire, UK: Wrens Park. ISBN 0-905778-46-4.
- “William the Conqueror”. 《History of the Monarchy》. London: the Royal Household. 2009. 2012년 1월 3일에 확인함.
- Williams, Ann (2003). 《Æthelred the Unready: The Ill-Counselled King》. London: Hambledon & London. ISBN 1-85285-382-4.
- Williams, Ann (2004). 〈Godwine, earl of Wessex (d. 1053)〉. 《Oxford Dictionary of National Biography》. Oxford University Press. doi:10.1093/ref:odnb/10887. 2012년 5월 27일에 확인함. (subscription 또는 UK 공공도서관 회원 필수)
- Williams, Ann (2004). 〈Ralph, earl (d. 1097x9)〉. 《Oxford Dictionary of National Biography》. Oxford University Press. doi:10.1093/ref:odnb/11707. 2012년 6월 25일에 확인함. (subscription 또는 UK 공공도서관 회원 필수)
- Young, Charles R. (1979). 《The Royal Forests of Medieval England》. Philadelphia: University of Pennsylvania Press. ISBN 0-8122-7760-0.

| 윌리엄 1세 노르망디 가문출생: 1028년 사망: 1087년 9월 9일 |                             |                 |
| 작위                                                      |                             |                 |
| 이전 에드거 애설링                                        | 잉글랜드 국왕 1066년–1087년 | 이후 윌리엄 2세 |
| 이전 로베르 1세                                           | 노르망디 공작 1035년–1087년 | 이후 로베르 2세 |